# Геттисбергская кампания
Геттисбергская кампания (англ. Gettysburg Campaign) — серия сражений июня и июля 1863 года во время Гражданской войны в США. После победы под Чанселорсвиллом генерал Ли направил свою армию на север, в Мэриленд и Пенсильванию. Потомакская армия генерала Джозефа Хукера, а затем (с 28 июня) Джорджа Мида, преследовала Ли, нанесла ему серьёзный удар в битве при Геттисберге, однако позволила ему отступить обратно в Вирджинию.
Решение о втором вторжении на Север было принято во время кризисной ситуации на западном театре войны, когда армия генерала Гранта угрожала Виксбергу. Генерал Ли рассчитывал победой на востоке облегчить положение Виксберга, а в случае удачного исхода кампании он надеялся на победу сторонников мира в американском правительстве. Ли сумел вывести Северовирджинскую армию из соприкосновения с армией Хукера, перебросить её к Калпеперу, войти в долину Шенандоа и разгромить федеральный гарнизон в Винчестере. Затем армия перешла Потомак и вступила в Мериленд, где Ли рассчитывал снабжать армию продовольствием за счёт местных запасов. Армия Хукера в это время несла большие потери из-за расформирования полков с истекшим сроком службы, поэтому Хукер не решался на агрессивные ответные меры. 28 июня Хукер был отстранён от командования, и его место занял Джордж Мид. 1 июля армии Ли и Мида случайно встретились у Геттисберга. В трёхдневном оборонительном сражении Мид сумел удержать позицию и нанести армии Ли серьёзный урон. После провала «атаки Пикетта» Ли был вынужден начать отступление. Он отвёл армию к Уильямспорту, где занял сильную оборонительную позицию. Мид не решился на атаку, и в итоге 14 июня Ли сумел без потерь отвести армию за Потомак. В ходе кампании Ли потерял треть своей армии и не смог изменить ситуации под Виксбергом, который сдался Гранту 4 июля. Геттисбергская кампания стала последним вторжением армии Конфедерации на территорию северных штатов.

## Предыстория
В начале мая 1863 года Северовирджинская армия генерала Ли разбила Потомакскую армию Джозефа Хукера у Чанселорсвилла, однако эта победа досталась Ли ценой тяжёлых потерь. Армия потеряла 13 000 человек и генерала Томаса Джексона. Джексон умер от ранений 10 мая, а уже 12 мая в Ричмонд пришла телеграмма из Виксберга: генерал Пембертон сообщал, что положение гарнизона Виксберга тяжёлое и ухудшается с каждым днём. Положение Виксберга заставило президента назначить на 15 мая совет, на который был приглашён военный секретарь Седдон и генерал Ли.
Положение на западе беспокоило руководство Конфедерации ещё с декабря 1862 года. В начале 1863 года возникло предложение перебросить часть войск с востока страны на запад. Это предложение поддержал секретарь Седдон, сенатор Луис Вигфолл, генерал Джонстон, генерал Борегар, и даже генерал Джеймс Лонгстрит. Именно Лонгстрит был автором этой идеи. Он предлагал взять свой I корпус или хотя бы две дивизии, перебросить их в Чаттанугу, соединить с армией Брэгга, разбить армию Роузкранса и начать наступление против Гранта. Тем временем Ли должен был держать оборону на рубеже реки Раппаханок силами корпуса Джексона. В начале мая, возвращаясь с двумя дивизиями из-под Саффолка к Фредериксбергу, Лонгстрит задержался в Ричмонде и переговорил с Седдоном. На этот раз он предложил другой план: отправить дивизии Пикетта и Худа к Чаттануге, разбить Роузкранса, а затем наступать на север, в Кентукки, чтобы заставить Гранта снять осаду Виксберга. 9 мая Седдон телеграфировал генералу Ли — дивизии Лонгстрита как раз под Ричмондом, сообщил он и спросил не возражает ли Ли, если их сразу направят на запад.
Ли сразу же отправил телеграмму, где высказался категорически против этой идеи, а затем послал в Ричмонд письмо с подробным объяснением своей позиции. Он считал, что отправлять дивизии в Виксберг бессмысленно: им придётся слишком долго туда идти, и неизвестно, как Пембертон ими распорядится. Но основной его аргумент звучал как ультиматум: если у него заберут часть его армии, он будет вынужден отступить в укрепления Ричмонда. По его мнению, Потомакская армия насчитывала уже 159 000 человек, и таким образом положение Вирджинии было опаснее положения Виксберга. Президент встал на сторону Ли в этом вопросе. Но для принятия окончательного решения было назначено совещание 15 мая. Готовясь к нему, Ли вызвал Лонгстрита в свой штаб и с 11 по 13 мая оба генерала обсуждали ситуацию.
Ли убедил Лонгстрита в том, что лучшим стратегическим решением будет наступление в Пенсильвании. Через несколько дней Лонгстрит написал сенатору Уигфоллу, что прежде исходил из предположения, что Ли настроен обороняться на рубеже реки Раппаханок, но Ли, как выяснилось, готовит наступление, и поэтому ему нужны все возможные подкрепления. Пембертон же слишком нерешителен, поэтому чем меньше у него войск, тем лучше. Так что, если правительство и решит отправлять армию на запад, то лучше всего передать её Брэггу или Джонстону для вторжения в Кентукки.
Днем 14 мая Ли сел в поезд до Ричмонда и 15 мая явился на совещание в здание Военного Департамента на углу Франклин-Стрит и 9-й авеню. Подробности этой встречи неизвестны. Видимо, Седдон настаивал на усилении Пембертона, Ли отстаивал своё предложение, а президент Дэвис занимал нейтральную позицию. «Доморощенные критики считают позицию Ли по вопросу Виксберга порочной, — писал Стивен Сирс, — вирджинский театр боевых действий беспокоил его больше, по их мнению, чем вся война на Западе. Но на той конференции он едва ли мог изменить свою позицию». Учитывая опасное усиление Потомакской армии, президент должен был выбирать между Вирджинией и Миссисипи, и по сути это был выбор Хобсона (то есть, отсутствие выбора).
На переговорах 15 — 17 мая все три участника в итоге пришли к согласию относительно вторжения в Пенсильванию. Но через несколько дней пришли новости о том, что Пембертон отступил в Виксберг, и Грант осадил город. По этой причине Ли был вызван на второе совещание 26 мая. На этот раз на совещании, кроме Седдона, Дэвиса и Ли участвовали и члены кабинета. Президент высказал сомнения в пенсильванском плане и его поддержал почтмейстер Джон Рейган, однако большинство высказалось за вторжение.
При разработке плана Ли исходил из того, что ему надо сорвать летнюю кампанию Потомакской армии, но при этом ему невыгодно атаковать противника на его позиции у Фредериксберга. Однако, если Ли уйдёт в долину Шенандоа и к реке Потомак, то Хукер будет вынужден отступить от рубежей на реке Раппаханок. При этом есть шанс, что появится удобная возможность для атаки. Но в планы Ли так же не входило повторить Северовирджинскую кампанию, когда он разбил армию противника, но она отступила в укрепления Вашингтона. Если же Ли перейдёт Потомак, то это может заставить Север перебросить на усиление Хукера воинские части из других фронтов (например, из-под Саффолка). Не известно, собирался ли Ли с самого начала идти до Пенсильвании, но такой вариант им рассматривался ещё зимой. Эти планы он обсуждал в феврале с Джексоном и тогда же поручил топографу Джедадие Хотчкиссу составить карты долины Шенандоа и далее до Гаррисберга и Филадельфии. Тогда эти планы пришлось отложить, но теперь Ли мог к ним вернуться. Из Пенсильвании Ли мог бы угрожать Филадельфии, Балтимору и Вашингтону, тем самым усиливая позиции сторонников мира на Севере. Ещё 19 апреля Ли написал своей жене: «… это сильно изменит общественное мнение на Севере. Республиканцы будут побеждены и я думаю, сторонники мира станут сильнее и новая администрация будет действовать исходя из этого».

### Реорганизация Северовирджинской армии
Весной 1863 года Северовирджинская армия состояла из двух корпусов по 30 000 человек каждый. Первым корпусом командовал Джеймс Лонгстрит, вторым — Томас Джексон. Джексон был ранен 2 мая, и 6 мая Ли назначил Эмброуза Хилла временным командиром корпуса. Через несколько дней Джексон умер, и Ли должен был найти ему замену. При этом Ли давно уже пришёл к мнению, что его корпуса слишком велики, и одному человеку трудно ими управлять, особенно в лесистой местности. Было решено разделить армию на три корпуса, но для этого требовалось найти новых командиров, а способных офицеров оставалось крайне мало. «Эта армия будет непобедима, если её правильно организовать и снабдить офицерами, — писал Ли генералу Худу, — …но вот тут главная проблема — подходящие офицеры. Где их взять?».
В итоге 20 мая Ли отправил президенту запрос на переформирование армии. Теперь армия должна была состоять из трёх корпусов по три дивизии в каждом. Лонстрит остался командиром I корпуса. Ричард Юэлл был повышен до генерал-лейтенанта и возглавил II корпус. Эмброуз Хилл так же стал лейтенантом и возглавил III корпус. У Лонгстрита забрали дивизию Андерсона и передали её Хиллу, из II корпуса забрали «Лёгкую дивизию» и так же передали её Хиллу, переформировав в две дивизии. Для командования этими дивизиями были выбраны и повышены до генерал-майорского звания генералы Генри Хет и Уильям Пендер. Ли так же отстранил от дивизионного командования генерала Колстона и назначил на его место Эдварда Джонсона.
Генерал Лонгстрит был недоволен этой реорганизацией. Он считал, что вместо Хилла новый корпус должен был возглавить Мак-Лоуз или Д. Хилл. Он так же считал, что в армии теперь слишком много вирджинцев — 10 из 15 дивизионных и корпусных командиров. Вирджинцами были Ли, Юэлл, Хилл, Стюарт, Эрли, Джонсон, Пикетт, Роудс, Хет и Пендлтон. Джорджию представляли Лонгстрит и Мак-Лоуз, Техас — Худ, Южную Каролину — Андерсон, Северную Каролину — Пендер. Алабаму и Миссисипи не представлял никто.
Дуглас Фриман назвал реорганизацию Северовирджинской армии одним из самых важных решений в карьере генерала Ли. «В самый ответственный час своей истории армия оказалась на две трети под командованием новых офицеров», писал он. Хилл никогда не командовал более, чем дивизией, хотя был достаточно энергичен и решителен для этого. Обстоятельства повышения Юэлла были иными: Ли плохо знал его лично и повысил его, следуя рекомендациям других людей. У Ли не было возможности оценить степень нерешительности Юэлла, и он так же не знал, что Юэлл, будучи подчинённым Джексона, привык подчиняться букве приказа, а не своему суждению. Ли не осознавал, насколько трудно будет Юэллу привыкнуть к системе командования Северовирджинской армии, где Ли давал подчинённым больше свободы действий и, соответственно, на них ложилась больше ответственности.

### Реорганизация Потомакской армии

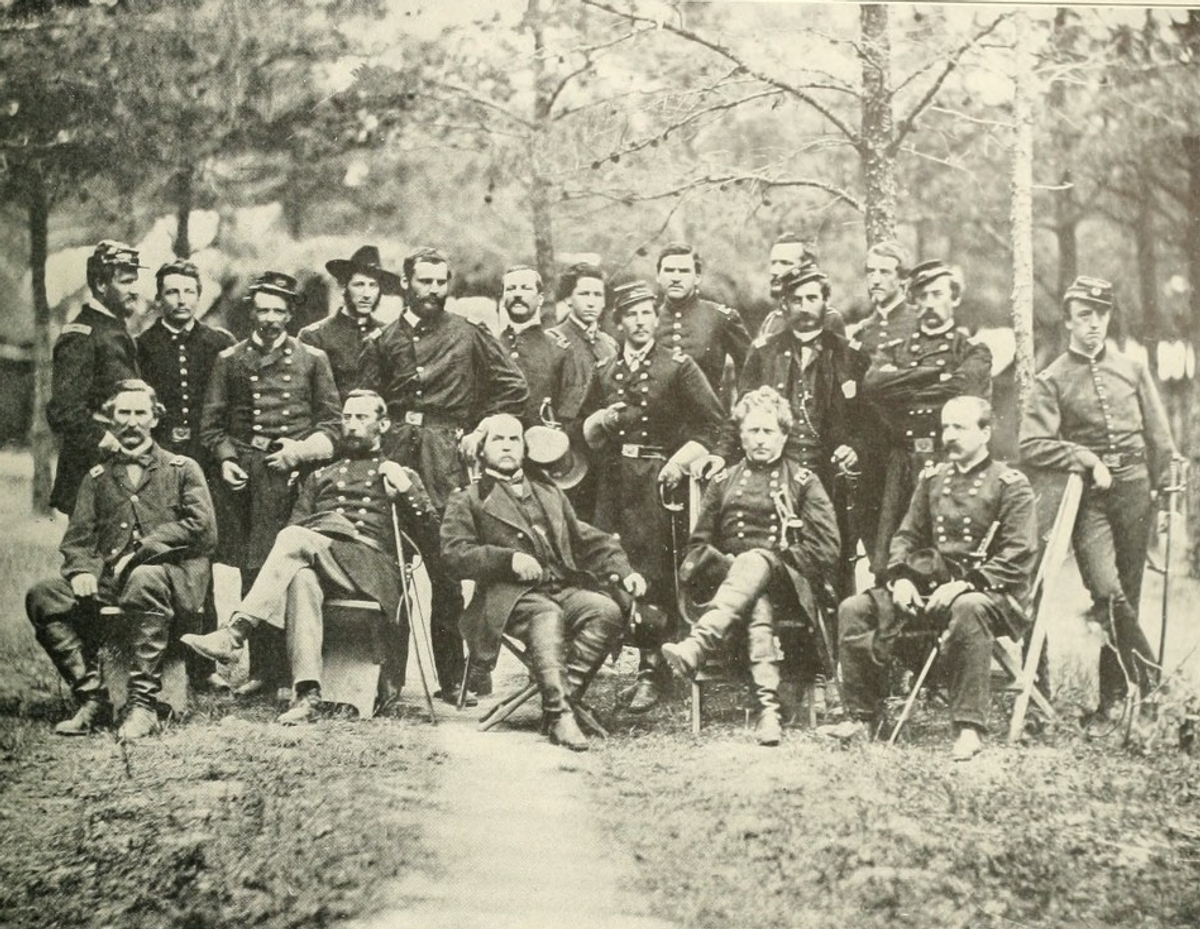
Хукер и его штаб в июне 1863 года

Потомакская армия в мае 1863 года так же столкнулась с проблемой реорганизации. Она была связана в основном с резким сокращением её численности. В мае — июне заканчивались сроки службы 53-х пехотных полков, в которых служили 30 500 человек, то есть, 27 % всей армии. Это произошло потому, что в первые недели войны два штата, Нью-Йорк и Мэн, набирали добровольцев на 2 года службы, а не на 3 года, как остальные штаты. Кроме того, в кризисный период августа-сентября 1862 года было набрано примерно 16 700 человек в Пенсильвании и Нью-Джерси на 9 месяцев службы. 13 мая Хукер сообщил президенту, что его армия сократилась до примерно 80 000 человек — как из-за потерь при Чанселорсвилле, так и из-за расформирования полков. И ещё 25 полков предстояло расформировать в июне. Хукер утверждал, что если не прислать дополнительные части, то армия с 1 мая по 1 июля 1863 года сократится на 48 000 человек.
Расформирование полков из-за окончания сроков службы серьёзно нарушало всю структуру Потомакской армии. Например, в первой дивизии первого корпуса исчезала целая бригада (Габриэля Пола), а другая бригада теряла 3 из 4 своих полков. II корпус потерял 9 полков и сократился на бригаду. III корпус лишился одной дивизии из трёх. Больше всего пострадал V корпус, который потерял 15 полков. Джордж Мид был вынужден расформировать дивизию и отдать её командира (Эндрю Хемфриса) в другой корпус.
Изменения произошли и в артиллерии. Ещё весной Хукер распределил артиллерийские батареи по дивизиям, что ощутимо снизило их эффективность и привело к разгрому при Чанселорсвилле. Уже через неделю после сражения Хукер издал приказ № 128 (12 мая), согласно которому батареи были переданы из дивизий корпусам. Теперь каждый корпус имел свою артиллерийскую бригаду: в VI корпусе было 8 батарей, в XII корпусе — 4, в остальных корпусах — по 5. Кавалерийский корпус получил две артиллерийские бригады. Пять бригад были сведены в артиллерийский резерв, и шеф артиллерии Генри Хант поставил в их главе своих самых опытных артиллеристов. С этого момента артиллерия Потомакской армии могла полностью реализовать свой потенциал.
Когда генерал Ли планировал кампанию против Хукера он, видимо, не знал о сокращении численности Потомакской армии. Трудно сказать, откуда он брал информацию о численности противника, но на момент начала кампании он предполагал, что соотношение сил 2:1 не в его пользу. Такое неравенство его не беспокоило; большей проблемой виделась ему возможная диверсия генерала Дикса против Ричмонда, которая заставила бы его выделять часть сил для обороны столицы.

## Силы сторон
Согласно статистике военного департамента США от 1886 года, во время сражения при Геттисберге федеральная армия насчитывала 93 500 человек, а армия Юга — 70 000. У южан было 272 или 281 орудие, в то время как у северян по различным подсчётам — 362, 364, 366 или 370 орудий. У Ли было 37 пехотных бригад, у Мида — 51.

### Армия Союза
Основной боевой силой Союза во время Геттисбергской кампании была Потомакская армия, которой командовал сначала Джозеф Хукер, а с 28 июня — Джордж Мид. Армия насчитывала более 90 000 человек и состояла из 6 пехотных корпусов и одного кавалерийского:
- I корпус генерала Джона Рейнольдса, дивизии Джеймса Уодсворта, Джона Робинсона и Эбнера Даблдея.
- II корпус генерала Уинфилда Хэнкока, дивизии Джона Колдуэлла, Джона Гиббона и Александра Хейса.
- III корпус генерала Дэниеля Сиклса, дивизии Дэвида Бирни и Эндрю Хэмфриса.
- V корпус генерала Джорджа Мида, дивизии Джеймса Барнса, Ромейна Эйрса и Сэмюэля Кроуфорда.
- VI корпус генерала Джона Седжвика, дивизии Горацио Райта, Эльбиона Хау и Джона Ньютона.
- XII корпус генерала Генри Слокама, дивизии Альфеуса Уильямса и Джона Гири
- Кавалерийский корпус генерала Альфреда Плезонтона, дивизии Джона Бьюфорда, Джадсона Килпатрика и Макмартри Грегга[англ.].

Помимо этих корпусов генералу Миду 28 июня разрешили использовать на своё усмотрение гарнизон Харперс-Ферри (ок. 10 000 чел.) или отряд генерала Кауча в Гаррисберге. Половину гарнизона Харперс-Ферри Мид в итоге отправил во Фредерик для охраны коммуникаций.

### Армия Конфедерации
На момент начала кампании в распоряжении Ли было 77 518 человек. После он получал некоторые подкрепления, но так же и терял некоторые войска: например, три полка дивизии Эрли были оставлены в Винчестере и один кавалерийский полк оставлен где-то в Вирджинии. Примерно 1680 человек было потеряно в перестрелках у станции Бренди, Винчестера, Элди, Аппервила и Ганновера. В итоге к началу сражения при Геттисберге Ли имел, по различным подсчётам, от 70 000 до 75 000 человек.
- Первый корпус генерала Джеймса Лонгстрита: дивизии Лафайета Мак-Лоуза, Джорджа Пикетта, и Джона Худа
- Второй корпус генерала Ричарда Юэлла: дивизии Джубала Эрли, Эдварда Джонсона и Роберта Родса
- Третий корпус генерала Эмброуза Хилла: дивизии Ричарда Андерсона, Генри Хета и Уильяма Пендера
- Кавалерийская дивизия Джеба Стюарта: бригады Уэйда Хэмптона, Фицхью Ли, Беверли Робертсона, Альберта Дженкинса, Уильяма Джонса, Джона Имбодена и Джона Чемблисса.

## Ход кампании
В конце мая 1863 года Ли был готов начать наступление, но его останавливало несколько обстоятельств. Он очень мало знал о положении армии противника и его планах, и это могло заставить правительство выступить против начала наступления. Если бы Ли покинул позиции под Фредериксбергом, Хукер мог перебросить армию по морю в устье реки Джеймс, или начать наступление прямо на Ричмонд. В лагерях ходили слухи, что Ли замышляет «размен королев», то есть намерен захватить Вашингтон, пока Хукер захватывает Ричмонд. Больше всего Ли беспокоила армия департамента генерала Дикса, численностью около 32 000 человек, разбросанная по побережью в форте Монро, Норфолке, Саффолке, Йорктауне и Вест-Пойнте. Наибольшую опасность представлял отряд в Вест-Пойнте, который прибыл туда в мае и насчитывал 5 000 пехоты и 100 кавалеристов. 23 мая Ли был уверен, что Хукер готовится к наступлению, чтобы связать южан сражением под Фредериксбергом и одновременно атакой с побережья захватить Ричмонд. 30 мая Ли решил, что шанс на успешное летнее наступление уже безвозвратно упущен.

### Наступление армии Ли
Ли ещё надеялся на возможность начать наступление и 2 июня написал президенту, что если наступление всё же начнётся, то он постарается действовать крайне осторожно. И в тот же день пришло известие о том, что федеральный отряд покинул Вест-Пойнт и отступил на Вирджинский полуостров. Одновременно разведка Хэмптона передала сведения, из которых следовало, что Потомакская армия не замышляет наступления в настоящий момент. Это означало, что теперь можно начинать наступление и можно рассчитывать на переброску дивизий Пикетта и Петтигрю из-под Ричмонда на усиление основной армии. В тот же день Ли вызвал в штаб Юэлла и выдал ему подробные инструкции. На встрече присутствовал Лонгстрит, который предположил, что генеральное сражение может произойти где-то около Калпепера. Ли сказал, что он постарается избежать такого сражения, потому что даже в случае победы армия противника сможет быстро отступить в укрепления Вашингтона.
Для начала наступления требовалось первым делом осуществить сложный манёвр: развести две армии так, чтобы не спровоцировать сражения. В данном случае помогло то, что армии были разделены рекой Раппаханок, и то обстоятельство, что лесной массив, известный как Глушь, позволял подразделениям скрытно перемещаться. Точкой сбора дивизий был назначен город Калпепер. Утром 3 мая начали марш дивизии Маклоуза и Худа. За ними последовали три дивизии Юэлла: дивизия Роудса утром 4 июня, и дивизии Эрли и Джонстона 5 июня. Под Фредериксбергом остался только корпус Эмброуза Хилла. Но как только последние подразделения Юэлла покинули высоты у Фредериксберга, федералы сразу начали наводить понтонный мост через Раппаханок. Это напоминало отвлекающий манёвр, но в тот же день началась мощная бомбардировка, а затем небольшое подразделение федеральной армии перешло реку. Ли на всякий случай приостановил марш корпуса Юэлла, но утром 6 июня федералы не усилили свой передовой отряд, поэтому Ли приказал Юэллу продолжать марш, а днём сам покинул свой штаб в Гамильтон-Кроссинге и отбыл к Калпеперу.

### Реакция Хукера
Хукер узнал о манёврах противника ещё 4 июня, но не сразу понял, что они означают. 5 июня он решил, что Ли собирается повторить Северовирджинскую кампанию, то есть обойти Потомакскую армию с правого фланга и отрезать её от Вашингтона. В этой ситуации Хукер решил, что имеет смысл атаковать в направлении на Ричмонд, но его связывала инструкция Халлека от 31 января, которая запрещала ему открывать Вашингтонское направление. Хукер отправил президенту письмо, запрашивая мнение Линкольна по этому поводу. Но и Линкольну, и Халлеку не понравился этот план. Был риск того, что Хукер перейдёт Раппаханок частью армии, ввяжется в бой с корпусом Хилла, а в это время Ли атакует Потомакскую армию на северном берегу реки. Поэтому Линкольн считал, что надо атаковать передовые корпуса Северовирджинской армии. Коддингтон писал, что в рассуждениях Линкольна были основания: Хилл имел 15 000 человек на укреплённой позиции, и он мог держаться там какое-то время, а затем отступить на соединение с дивизией Пикетта и бригадой Петтигрю, которые вместе насчитывали ещё 9500 человек. При этом Ли имел все шансы атаковать Хукера с фланга и нанести ему тяжёлый урон.

### Станция Бренди
Ли прибыл в Калпепер утром 7 июня. Там уже стояли две дивизии Лонгстрита и три дивизии Юэлла. Здесь Ли снова попросил у президента перевести дивизию Пикетта из Гановер-Джанкшен на соединение с корпусом Лонгстрита. Одновременно он приказал Имбодену совершить кавалерийский рейд в северо-западную Вирджинию, а генералу Дженкинсу велел приготовить его кавбригаду к совместным действиям в долине Шенандоа. Вся остальная кавалерия находилась под командованием Стюарта и была разбросана вокруг Калпепера. Стюарт задумал устроить кавалерии общий смотр 8 июля и пригласил на смотр Ли. В назначенный день кавалерия выстроилась в две линии, растянувшись фронтом на 5 километров. Ли проскакал вдоль строя кавалерии в обе стороны, после чего Стюарт провёл имитацию кавалерийской атаки с участием конной артиллерии. «Люди и лошади выглядят неплохо, — заметил Ли по этому поводу, — Стюарт был во всей своей славе».
Хукер расценил появление Стюарта у Калпепера как подготовку к набегу на свои линии снабжения. Поэтому он велел Альфреду Плезонтону совершить диверсионный рейд силами 8 тыс. кавалерии и 3 тыс. пехоты с целью сорвать планы Стюарта и по возможности разбить его отряд. Предполагалось нападать с двух направлений — крыло Бьюфорда с севера через Беверли-Форд, а крыло Грегга — с юга, через Келли-Форд. Дивизии Джеймса Барнса у Келли-Форд было приказано поддержать Плезонтона, если потребуется. Хукер не предполагал, что рядом может оказаться пехота противника, хотя знал, что дивизия Худа находится недалеко от Калпепера. Если бы Хукер послал на помощь Плезонтону серьёзные пехотные силы, то кавалерийское столкновение могло бы перерасти в крупное сражение, в котором у Хукера были хорошие шансы на удачу.
9 июня 05:00 кавалерия Бьюфорда перешла Раппаханок у Беверли-Форд, отбросила пикеты и атаковала лагерь конной артиллерии. Капитан Джеймс Харт успел вывести на позицию одно орудие и под его прикрытием остальные батареи начали отходить. Части кавбригады Джонса атаковали федералов и задержали их наступление, при этом погиб федеральный командир Граймс Дэвис. Завязалось сражение у церкви Сен-Джеймс, которое затянулось до полудня. В полдень отряд Грегга вышел к Бренди-Стейшен с Юга. Когда Стюарт получил донесение об этом, он сначала не поверил. «Вернитесь туда и разберитесь, что за идиотизм там творится!» — велел он курьеру, и в тот же момент ему сообщили, что противник уже у станции. Штабные офицеры при помощи единственного случайного орудия и нескольких снарядов задержали наступление Грегга на несколько минут и дали время подойти подкреплениям от Уэйда Хэмптона. Завязался хаотичный бой, который длился до тех пор, пока Грегг не израсходовал все резервы. Атака Грегга немного облегчила задачу Бьюфорду, но вскоре его атаковала бригада Руни Ли, который был ранен в этом бою, но смог оттеснить Бьюфорда.
Плезонтон сообщил Хукеру, что у Бренди южане собрали 30 000 кавалерии, которые знали о нападении и хорошо подготовились. Хукер дал добро на отход. К середине дня, когда стало очевидно, что два крыла федеральной кавалерии не могут соединиться, Плезонтон приказал отступать. В 21:00 северяне беспрепятственно отошли за Раппаханок. Сражение длилось 16 часов и стало крупнейшим кавалерийским сражением всей Гражданской войны. Но оно никак не повлияло на ход кампании: наступление Северовирджинской армии не было приостановлено, и Плезонтону не удалось уничтожить кавалерию Юга. Он потерял 866 человек, Стюарт — 523. Стюарт в целом неплохо управлял боем, но всё же он был застигнут врасплох и только задержка Грегга у Келли-Форд позволила ему атаковать сначала Бьюфорда, а потом Грегга, а не иметь дело с ними одновременно.
Майор Генри Макклеллан впоследствии писал, что этот день «сделал» федеральную кавалерию. Северяне всегда уступали южанам в этом роде войск и только теперь поверили в свои силы и в своих командиров. Один пенсильванский кавалерист сказал, что «кавалерия начала поднимать голову».

### Винчестер

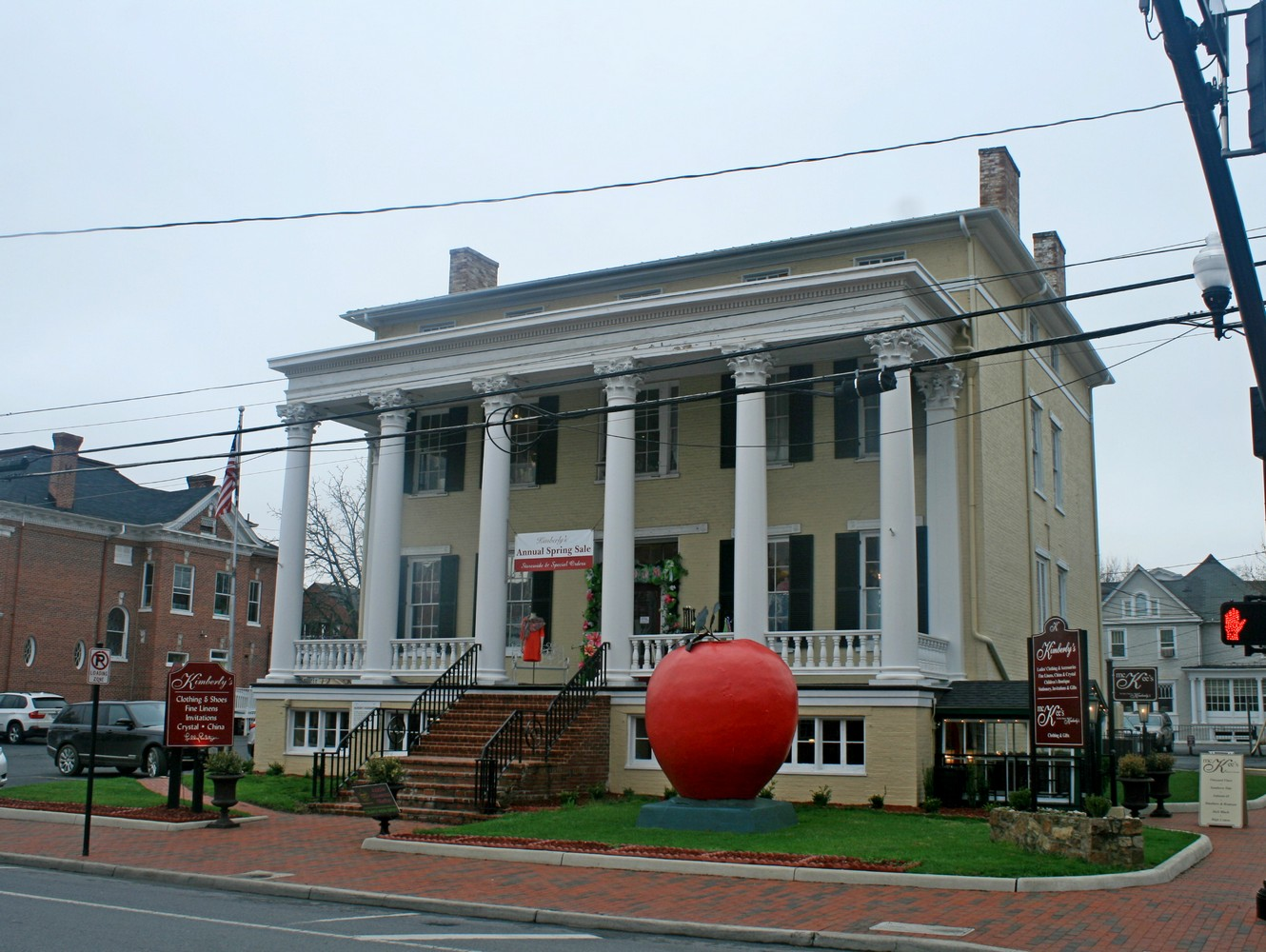
Дом Ллойда Логана в Винчестере — штаб дивизии Роберта Милроя в 1863 году.

По плану генерала Ли, корпус Юэлла должен был первым войти в долину долину Шенандоа и расчистить армии путь к реке Потомак. В случае успеха туда предполагалось перебросить и корпус Хилла. 10 июня Юэлл выступил из Калпепера, обошёл федеральные пикеты на реке Раппаханок, и 12 июня дивизия Роудса первой перешла хребет Блу-Ридж через перевал Честер-Гэм и вошла в Фронт-Ройал. Здесь к корпусу присоединилась кавалерийская бригада Альберта Дженкинса.
На тот момент сильные федеральные гарнизоны стояли в Винчестере и Харперс-Ферри, и ещё небольшие отряды были размещены в Берривилле и Мартинсберге. Гарнизоном Винчестера командовал генерал Роберт Милрой. Федеральное командование приказало Милрою не рисковать и оставить Винчестер, но Милрой был уверен, что Северовирджинская армия связана под Фредериксбергом, а нападение небольшого подразделения он сумеет отбить. У Милроя было примерно 6 900 человек в Винчестере и ещё 1 800 в Берривилле.
13 июня корпус Юэлла подошёл к Винчестеру. Он направил дивизию Роудса в обход Винчестера, на Берривилл, чтобы отрезать федералам пути отступления на север, а силами дивизий Эрли и Джонсона подошёл к городу с юга. Винчестер оказался укреплён мощной системой фортов. «Мы чувствовали, что поймали слона, — вспоминал потом один из участников похода, — и не знаем, что теперь с ним делать». Эрли предложил воспользоваться господствующей над фортами высотой, и Юэлл одобрил этот план. 14 июня, пока дивизия Джонсона отвлекала противника атаками с юга и востока, дивизия Эрли обошла Винчестер с запада. Луизианская бригада генерала Хайса внезапно атаковала и захватила один из трёх основных фортов. В ночь на 15 июня Милрой решил прорываться в Харперс-Ферри. Его дивизия незаметно покинула форты Винчестера, бросив все обозы и артиллерию. Но утром 15 июня её встретила высланная на перехват дивизия Джонсона, и в коротком сражении отряд Милроя был полностью разгромлен.
Второе сражение при Винчестере стало крупной победой Конфедерации. Милрой потерял 4443 человека, из них 4 000 пленными. Он бросил 300 повозок и около 300 лошадей. В Винчестере южане захватили 23 орудия, и ещё 5 досталось им в Мартинсберге. Наиболее ценны были 17 нарезных 3-дюймовок. Потери Юэлла были невелики: 47 убитыми, 219 ранеными и 3 пропавшими без вести.
15 июня корпус Юэлла находился под Винчестером, а корпус Лонгстрита — в Калпепере. Ли решил сократить этот разрыв и приказал Лонгстриту идти на север, в местечко Маркхам, так, чтобы первой шла дивизия Худа, за ней дивизия Мак-Лоуза, а в арьергарде — дивизия Пикетта. Обозы корпуса предполагалось направить через ущелье Честер-Гэп в долину Шенандоа. Ли рассчитывал, что Хукер не решится атаковать корпус Хилла под Фредериксбергом, если у него на фланге будет корпус Лонгстрита. Если же он атакует Лонгстрита, тот сможет отступить за горы Блу-Ридж и держать оборону на перевалах. Если федералы направят свои силы против Юэлла, Лонгстрит сможет через долину Шенандоа прийти ему на помощь. Если же противник ничего не предпримет, то корпус Хилла спокойно снимется с позиций, пройдёт тылами корпуса Лонгстрита и первым уйдёт на соединение с Юэллом.
В тот же день Лонгстрит начал марш, а уже вечером Ли узнал, что Винчестер взят и ничего не мешает Юэллу наступать на север. Ли надеялся, что это наступление заставит Хукера переместить свою армию севернее и тем самым Хилл сможет спокойно увести свой корпус из-под Фредериксберга. Но Хукер уже сам начал отвод армии.
17 июня Ли свернул лагерь в Калпепере и отправился в Маркхам. 19 июня он проследовал через Эшби-Гэп в Миллвуд, а 20 июня разместил свой лагерь за Берривиллом, на чарльстаунской дороге.

### Сражения в Лоудонской долине
После столкновения у станции Бренди генерал Хукер всё ещё не мог понять намерений своего противника. 10 июня, когда стало известно, что Ли движется на север, он запросил разрешения действовать по своему усмотрению и нанести стремительный удар в сторону Ричмонда. Но Линкольн сразу же ответил категорическим отказом. Хукеру было приказано следовать за Ли, держась на его фланге, сократить свои коммуникации и искать случая для нанесения удара. 12 июня стало известно, что Юэлл и Лонгстрит прошли Калпепер, и тогда Хукер 13 июня приказал сниматься с позиций на реке Раппаханок. Он разделил свою армию на два крыла: I, III, V и XI корпуса были переданы под общее командование генерала Рейнольдса и отправлены к Манассасу, а II, VI и XII корпуса с артиллерийским резервом последовали за ним. Хукер и его штаб остались при втором крыле.
В эти дни Хукер ощутил, что втягивается в персональную войну с Генри Халлеком. Он был уверен, что именно Халлек посоветовал президенту отклонить план атаки Ричмонда. Именно Халлек отказывался передавать подкрепления Потомакской армии, численность которой продолжала сокращаться из-за расформирования полков с завершившимся сроком службы: к 1 июля армия должна была сократиться до 89 200 человек, в то время как у противника имелось, по подсчётам Хукера, три корпуса по 30 000 человек. Кроме того, Халлек регулярно вмешивался в планы Хукера — например, потребовал от него удерживать Харперс-Ферри, что Хукер считал бессмысленным. Конфликт вокруг Харперс-Ферри в итоге стал основным камнем преткновения. Вникнув в ситуацию, Линкольн 16 июня объявил о прямом подчинении Хукера Халлеку и об обязательности выполнения приказов Халлека.

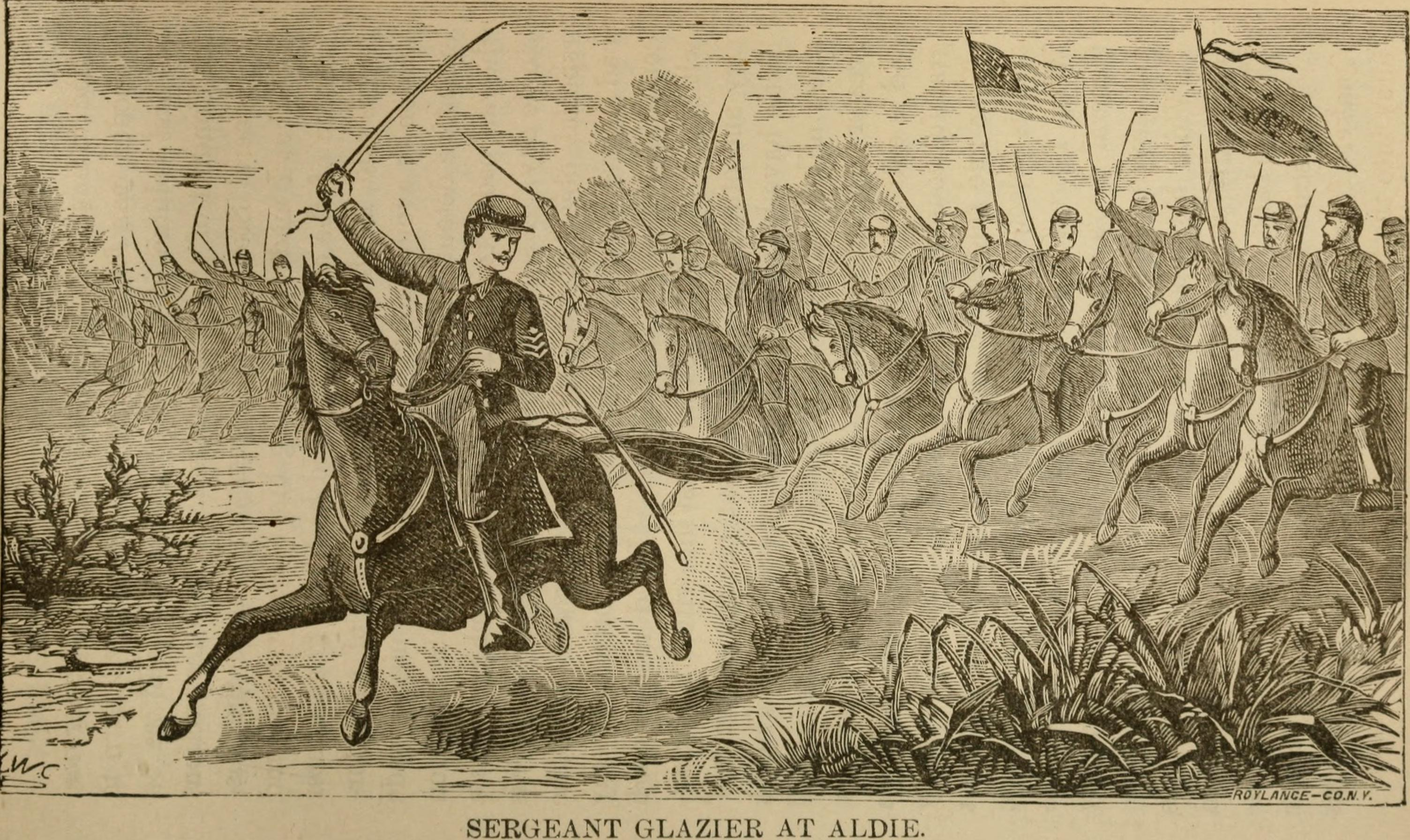
Кавалерийская атака при Элди

В тот же день Халлек высказал своё недовольство разведывательной работой федеральной кавалерии, поэтому Хукер велел генералу Плезонтону прорваться через пикеты противника, не останавливаясь перед потерями, и добыть информацию о положении армии генерала Ли. Выполняя этот приказ, Плезонтон 17 июня атаковал кавалерию Стюарта в Лоудонской долине и произошло сражение при Элди. Бригада Килпатрика атаковала кавалеристов Манфорда, но не достигла успеха. Северяне потеряли под Элди 305 человек, южане — 119. В тот же день Род-Айлендский полк полковника Даффи обходным манёвром вышел в тыл южанам и напал на штаб Стюарта в Миддлберге. На следующее утро кавалерия юга окружала Даффи в Миддлберге и лишь 60 человек из 275 человек Род-Айлендского полка смогли вырваться из окружения.
18 июня Плезонтон отправил ещё несколько кавалерийских отрядов к горам Блу-Ридж, но им не удалось прорваться через пикеты Стюарта. В этот день, когда корпус Лонстрита как раз проходил Лоудонскую долину, Плезонтон сообщил в штаб, что не видит никаких признаков пехоты противника в долине. На следующий день Плезонтон атаковал, сражение при Миддлберге во многом напоминало предыдущее при Элди. Стюарт отбил все атаки, а затем отступил ко второй линии обороны.
21 июня Плезонтон предпринял самую решительную попытку прорыва, известную как сражение при Аппервиле. На этот раз он решил прибегнуть к помощи пехоты и позвал на помощь дивизию Джеймса Барнса. Однако в бою он использовал только бригаду Стронга Винсента. Дивизии Джона Бьюфорда было приказано обойти левый фланг противника, но Бьюфорд не смог обнаружить этот фланг и в итоге присоединился к фронтальным атакам. Не добившись успеха, Плезонтон отвёл свои части назад к Элди.
Перестрелки в Лоудонской долине дорого обошлись обеим сторонам: федералы потеряли 883 человека, конфедераты — 510. Плезонтону не удалось прорваться к основной армии противника, но из допросов дезертиров он узнал, что корпус Лонгстрита был тут, но ушёл в долину Шенандоа, в корпус Юэлла ушёл к Винчестеру на прошлой неделе. Теперь федеральному командованию стало понятно, что Ли концентрирует армию в долине Шенандоа. Было только неясно, что он задумал: вторгаться в Мериленд или ударить на Вашингтон.

### Рейд Стюарта
Узнав об отступлении Плезонтона, Ли решил 22 июня продолжить наступление на север. Оба корпуса Северовирджинской армии теперь стояли в долине Шенандоа, а корпус Юэлла находился в Мериленде. Ещё утром Ли приказал Юэллу наступать на север, через Камберлендскую долину к Гаррисбергу, и взять Гаррисберг, если это будет возможно. Сбор продовольствия для армии был обозначен главной целью этого наступления. Теперь, получив известия об отступлении Плезонтона, Ли послал Юэллу второе письмо, рекомендуя ускорить темпы наступления и обещая прислать дивизию Андерсона в Шеппардстаун, чтобы тем высвободить для наступления дивизию Эрли. С учётом всех приданных частей Юэлл получал армию размером 30 000 человек.
Для успеха такого наступления требовалось обеспечить кавалерийское прикрытие правого (восточного) фланга Юэлла. Ли уже обсуждал возможный перевод кавалерии Стюарта в Пенсильванию в Пэрисе 18 июня, в присутствии Стюарта и Лонгстрита. Теперь, 22 июня, Ли отправил Стюарту свой первый формальный приказ: оставить две бригады для охраны перевалов хребта Блу-Ридж, взять остальные три бригады и отправиться с ними на соединение с Юэллом. Этот приказ был переправлен Стюарту через Лонгстрита, который приложил к письму свои соображения: он предложил Стюарту совершить рейд по тылам Потомакской армии, чтобы тем самым отвлечь её от манёвров армии Ли. Историк Стивен Сирс предполагал, что это предложение было согласовано с Ли, в то время как Уоррен Робинсон считает это личной инициативой Лонгстрита. 23 июня Ли отправил Стюарту второе, уточняющее, письмо. Содержание этого письма по сей день вызывает много вопросов и споров, но Стюарт расценил это письмо как позволение на рейд. Есть версия, что существовал и третий приказ Стюарту, но его существование ничем не доказано.

Карта рейда Стюарта 25 — 28 июня

В час ночи 25 июня Стюарт начал рейд, выбрав для этого бригады Хэмптона, Фицхью Ли и Чэмблисса. До сих пор нет единого мнения о том, кто ответственен за начало этого рейда. Эдвард Коддингтон полагал, что Стюарт просто воспользовался правом выбора, которое дал ему Ли. Стивен Сирс полагает, что Ли буквально «подписался» под этим планом и Стюарт всего лишь выполнял приказ главнокомандующего.
Прибыв к Хаймаркету, Стюарт обнаружил, что его маршрут перекрыт колонной II корпуса генерала Хэнкока. Стюарт сделал по колонне несколько артиллерийских выстрелов и отступил к Бакланду, где встал лагерем. Утром 26 июня Стюарт возобновил рейд и снова встретил колонну противника. Стюарт не стал задерживаться и продолжил рейд, обойдя федеральную колонну. Он проследовал через Бристо-Стейшен и Брентсвилл и к концу дня оказался около Булл-Рана, где встал лагерем. 27 июня он миновал Аннандейл, разгромил небольшой кавалерийский отряд и большой федеральный склад около Фэирфакса и остановился там же на отдых на несколько часов. В тот же день отряд Стюарта начал искать переправу через Потомак и обнаружил брод Роусерс-Форд. Стюарт перешёл Потомак 28 июня, но вместо того, чтобы сразу идти на соединение с основной армией, он повернул на восток, в сторону Вашингтона. Его отряд напал на канал «Чесапик-Огайо», где захватил много судов и грузов. В тот же день они вошли в Роквилл, где перерезали телеграфные провода и захватили огромный обоз длиной почти в 8 миль. Остаток дня Стюарт дожидался отставших, собирал пленных и реорганизовывал свою колонну, чтобы включить в неё обоз. Позже он писал, что лишь приближение ночи помешало ему атаковать Вашингтон, а отложить атаку до утра означало потерять много времени.
Утром 29 июня колонна Стюарта достигла станции Худс-Милл, откуда Стюарт решил двигаться в сторону Йорка. В тот день его отряд успел достичь Вестминстера. Здесь он столкнулся с двумя ротами 1-го Делаверского кавалерийского полка майора Наполеона Кнайта и преследовал его некоторое время по балтиморской дороге. Между тем Альфред Плезонтон приказал своим дивизиям отправиться на север на поиски противника. На правом фланге этого наступления шла дивизия Джадсона Килпатрика, которая вошла в Гановер утром 30 июня. Сразу вслед за ними в город вошли авангарды отряда Стюарта — они атаковали хвост колонны Килпатрика, однако федеральная дивизия перегруппировалась и отбросила Стюарта от Гановера. В сражении при Гановере Стюарт потерял более 100 человек, Килпатрик — 215.

### Вторжение в Пенсильванию
Первым подразделением, вступившим в Пенсильванию стала кавалерийская бригада Альберта Дженкинса. Он наверняка был подробно проинструктирован генералом Ли относительно поведения на оккупированной территории, и его действия стали своего рода образцом для всех остальных. Дженкинс прибыл в Чамберсберг ночью 15 июня, разместил бригаду в четырёх милях севернее города, а на следующее утро перенёс свой штаб в Чамберсберг, в Дом Монтгомери. Он приказал населению сдать всё личное оружие, а на следующий день приказал открыть все магазины, обещая, что его люди будут приобретать товары за деньги. Но скоро стало известно о приближении федерального отряда, и бригада покинула город, при этом её арьергарды по неизвестной причине подожгли склад на северной окраине. Отступив 17 июня в окрестности Гринкасла, Дженкинс разослал по всей округе небольшие партии для сбора лошадей и скота. Одновременно его люди захватывали негров и переправляли их на юг; как минимум 15 негров были захвачены таким образом.
22 июня Дженкинс завершил свой рейд и вернулся в Гринкасл, и утром того же для к городку подошла дивизия Роберта Роудса. Роудс ещё 19 июня отправился из Уильямспорта к Хагерстауну, но получил приказ идти к Бунсборо, имитируя наступления на Харперс-Ферри. Он простоял два дня под Хагерстауном, ожидая подхода дивизии Джонсона, и только 22 числа возобновил марш и прибыл в Гринкасл. После его прибытия Дженкинс отправил отряд на разведку в сторону Чамберсберга, и этот отряд встретил роту 1-го Нью-Йоркского кавалерийского полка под командованием капитана Уильяма Бойда. Бойд атаковал отряд, отбросил его к Гринкаслу, после чего отступил, потеряв двух человек. В это же время к Чамберсбергу подходил отряд ополченцев под командованием Джозефа Кнайпа. Узнав о появлении дивизии Роудса, ополченцы погрузились на поезд и уехали в Гаррисберг.
23 июня Дженкинс снова прибыл в Чамберсберг, а утром 24 июня в город вошла дивизия Роудса. Полковник Эдвард Уилис (12 Джорджианского полка) был назначен начальником тыловой полиции, и он первым делом запретил в городе продажу алкоголя. В это время дивизия Джонсона приближалась к Чамберсбергу, а бригада Джорджа Стюарта прошла Мерсенсберг и Макконелсберг, собрав там лошадей, скот и много других припасов. Дивизия Джубала Эрли шла последней: 22 июня она перешла Потомак у Шепардстауна, 23 июня прошла Кейвтаун, Уэйнсборо и Гринвуд, а 25 июня Эрли встретился в Чамберсберге с Юэллом, который собрал дивизионных командиров на совет для согласования дальнейших действий. На совете Юэлл велел Эрли отправиться через Геттисберг на Йорк, а Роудсу — наступать на север, к Гаррисбергу. Утром 26 мая Эрли начал свой марш на Йорк, при этом, переходя Южные горы, задержался, чтобы разрушить фабрику «Caledonia Iron Works», принадлежавшую радикальному республиканцу, конгрессмену Тадеусу Стивенсу. Оттуда Эрли направился к Геттисбергу. Зная, что там стоит небольшой отряд ополчения, он отправил Гордона по прямой дороге через Кэштаун, а остальные бригады повёл по боковой Мамсбергской дороге, чтобы выйти во фланг федералам. Бригада Гордона встретила в Геттисберге 26-й Пенсилвьанский полк ополчения (750 чел.) под командованием полковника Уильяма Дженнингса, который сразу же обратился в бегство. Эрли захватил 175 пленных, которых условно освободил на следующий день. В этом бою погиб капрал Джордж Сэндо, который стал первым федеральным военным, погибшим у Геттисберга.
В Геттисберге Эрли потребовал выдать ему 1000 пар обуви и 500 шляп, но в городе запрошенного количества не оказалось. Было обнаружено примерно 2000 армейских рационов, которые раздали бригаде Гордона. На следующий день бригада Гордона выступила на Йорк по основной дороге, а остальные бригады — по параллельной дороге севернее. Вечером он встал лагерем не доходя Йорка, и здесь его встретила депутация города, которая формально сдала ему Йорк. 28 июня Эрли вошёл в Йорк и затребовал 2 000 пар обуви (получил только 1 500) и $100 000, но горожане смогли собрать только $28 600. Часть этих денег потом ушла на закупку скота. В Йорке Эрли приказал Гордону отправиться с его бригадой к Райтсвиллу и захватить мост через реку Саскуэханна (а не разрушить его, как приказал Юэлл). После этого Гордону было приказано перейти реку и атаковать Гаррисберг с тыла, в то время как остальные корпуса Юэлла нападут на город с фронта. Гордон отправился в Райтсвилл, где отряд ополчения примерно в 1000 человек, занимающий предмостовое укрепление. Гордон открыл по укреплению огонь из двух 20-фунтовых Парротов, захваченных в Винчестере, и отряд отступил за реку, успев при этом поджечь мост. Огонь перекинулся на город, так что Гордону пришлось заняться тушением пожаров. В этой перестрелке со стороны федералов погиб один человек.
Между тем основная колонна корпуса Юэлла шла на Гаррисберг. 25 июня в 01:00 бригада Дэниела выступила из Чамберсберга и в 05:00 нагнала Дженкинса в Шиппенсберге. На следующий день подошли остальные бригады и 27 июня вся дивизия достигла Карлайла. В тот же день подошла дивизия Джонсона. По какой-то причине Юэлл не стал сжигать Карлайлские казармы, и даже пресёк разграбление армейских строений гражданскими лицами. В целом Юэлл старался следовать указанной политике оккупации, причём следовал и духу и букве приказа. 26 июня, когда последние бригады Юэлла покидали Чамберсберг, с юга в него вошла бригада Генри Хета — первая бригада корпуса Хилла. Корпус прошёл до городской площади, повернул на запад и встал лагерем у Файетвилла. Корпус Лонгстрита отставал примерно на день: 26 июня он встал лагерем южнее Гринкасла, а 27 июня был на южной окраине Чамберсберга. Генерал Ли следовал вместе с корпусом Хилла и разместил свой штаб в Мессерсмит-Вудс (Сейчас это место находится в Чамберсберге, на дороге US 30, в 0.1 мили западнее Coldbrook Ave.).
Когда Юэлл прибыл в Карлайл, он сделал его своей базой для разведывательных рейдов в направлении Гаррисберга. Утром 28 июня кавбригада Дженкинса прибыла в Механиксберг и захватила город после короткой перестрелки с пенсильванской кавалерией. Оттуда он отправился на небольшую высоту, расположенную в 4 милях юго-западнее Гаррисберга, где и встал лагерем. Утром Дженкинс вместе с инженером из штаба Юэлла изучили подходы к Гаррисбергу и осмотрели издалека укрепления города. Ещё днём Юэлл был не в курсе планов генерала Ли, но был уверен, что сможет взять Гаррисберг без больших трудностей. Он уже практически начал наступление на Гаррисберг, когда пришёл приказ покинуть Карлайл и идти на соединение с основной армией.

### Хукер переходит Потомак

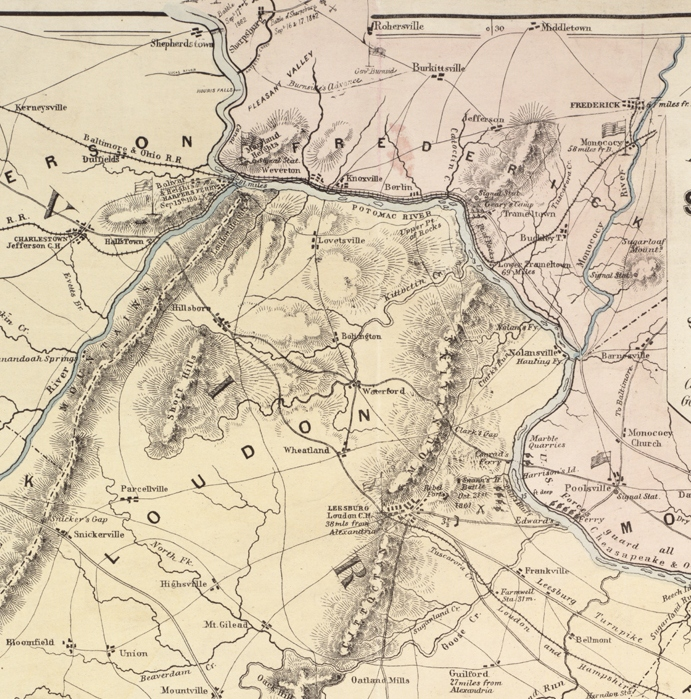
Северо-Запад Вирджинии на карте 1862 года

С 17 по 24 июня Хукер не предпринимал манёвров. Он ждал, когда из действий противника станут ясны его намерения. Его корпуса занимали позицию фронтом на запад: II корпус Хэнкока стоял у Торуфеир-Гэп, V корпус Мида — у Элди-Гэп, а XII корпус Слокама был отправлен в Лисберг. Когда Хэнкок прибыл в Лисберг, он первым делом начал наводить понтонный мост у Эдвардс-Ферри. К 22 июня Хукер уже знал, что два корпуса Северовирджинской армии находятся где-то около Винчестера, в корпус Юэлла перешёл Потомак. Хукер решил отправить несколько корпусов своей армии в Мериленд, чтобы отрезать Юэлла от основной армии. Первым делом он заменил командующего в Харперс-Ферри генерала Тайлера на Френча, которому больше доверял. Поздно ночью 23 июня он приказал Ховарду перейти всем корпусом (XII) Потомак и двигаться к Харперс-Ферри. Однако днём 24 июня Хукер отменил этот приказ. Вечером он снова приказал перейти Потомак, но остаться на северном берегу в качестве охранения. Затем пришёл новый приказ: следовать в Сенди-Хук (около Харперс-Ферри). Ховард уже начал этот марш когда приказ снова был отменён. Эдвард Коддингтон писал, что колебания Хукера показывают, что он целый день не знал, что делать со своей армией.
Хотя кавалерия Плезонтона не смогла прорваться через заслоны Стюарта, Хукеру всё же удавалось получать информацию о перемещении армии противника. В этом была заслуга только что сформированного Бюро Военной Разведки, которым в то время руководил полковник Джордж Шарп. Ему удалось навербовать достаточное количество гражданских и военных информаторов, которые слали ему сообщения о происходящем. Кое-что передавал и Милрой из Винчестера. И всё же Хукер пока не понимал замыслов генерала Ли. 24 июня пришло донесение от сигнальной станции на Мерилендских высотах:

СИГНАЛЬНАЯ СТАНЦИЯ НА МЭРИЛЕНДСКИХ ВЫСОТАХ, 24 июня, 10:40
Генералу Слокаму: Большие обозы переправляются у Шарпсберга. Артиллерия и основной обоз проходит мимо Чарльзтауна на Шефедстаун.
Фишер, лейтенант сигнального корпуса
Оригинальный текст (англ.)– MARYLAND HEIGHTS SIGNAL STATION, June 24--10.40 a.m.
General SLOCUM: Large trains are crossing at Sharpsburg. Artillery and general trains are passing near Charlestown toward Shepherdstown.
FISHER, Lieutenant, Signal Officer
— Рапорт Нортона
Получив эту информацию, Хукер колебался ещё некоторое время, после чего понял, что отрезать Юэлла от армии не получится просто потому, что вся армия Ли уже ушла за Потомак. Хукер поменял планы и утром 25 июня приказал начать марш на север, за Потомак. Он снова назначил Рейнольдса командиром крыла армии и поручил ему отправить I, III и XI корпуса к Миддлтауну вместе с кавалерией Стейхла и занять ущелья Южных гор. Это было необходимо, чтобы армия могла идти на Фредерик, не опасаясь быть атакованной с левого фланга. Корпус Ховарда первым перешёл Потомак в 03:45. Кавалерия Стейхла перешла реку у Янг-Айленд-Форд. I корпус перешёл реку днём, а III корпус прибыл к реке уже к ночи, однако получил приказ продолжать марш ночью. К полудню 26 июня корпус пришёл к реке Монокаси. Кавалерия заняла перевалы в горах, но Рейнольдс остался недоволен генералом Стейхлом, и 26 июня Хукер отправил Стейхла в Пенсильванию, в распоряжение генерала Кауча.
Остальные корпуса Хукера перешли Потомак 26 июня (XII корпус перешёл первым в 03:00). В силу особенностей географии Хукер был вынужден переправлять всю свою армию через одну единственную переправу. Ли, который переходил Потомак примерно в эти же дни, был в более выгодном положении: он использовал две переправы и две колонны его армии могли идти на север, не мешая друг другу. Проблемы Хукера усугубила погода: 26 июня начался моросящий дождь. И всё же переправа прошла без потерь и к вечеру 27 июня вся Потомакская армия находилась в Мериленде, около Фредерика и Миддлтауна.

### Ли переходит Потомак

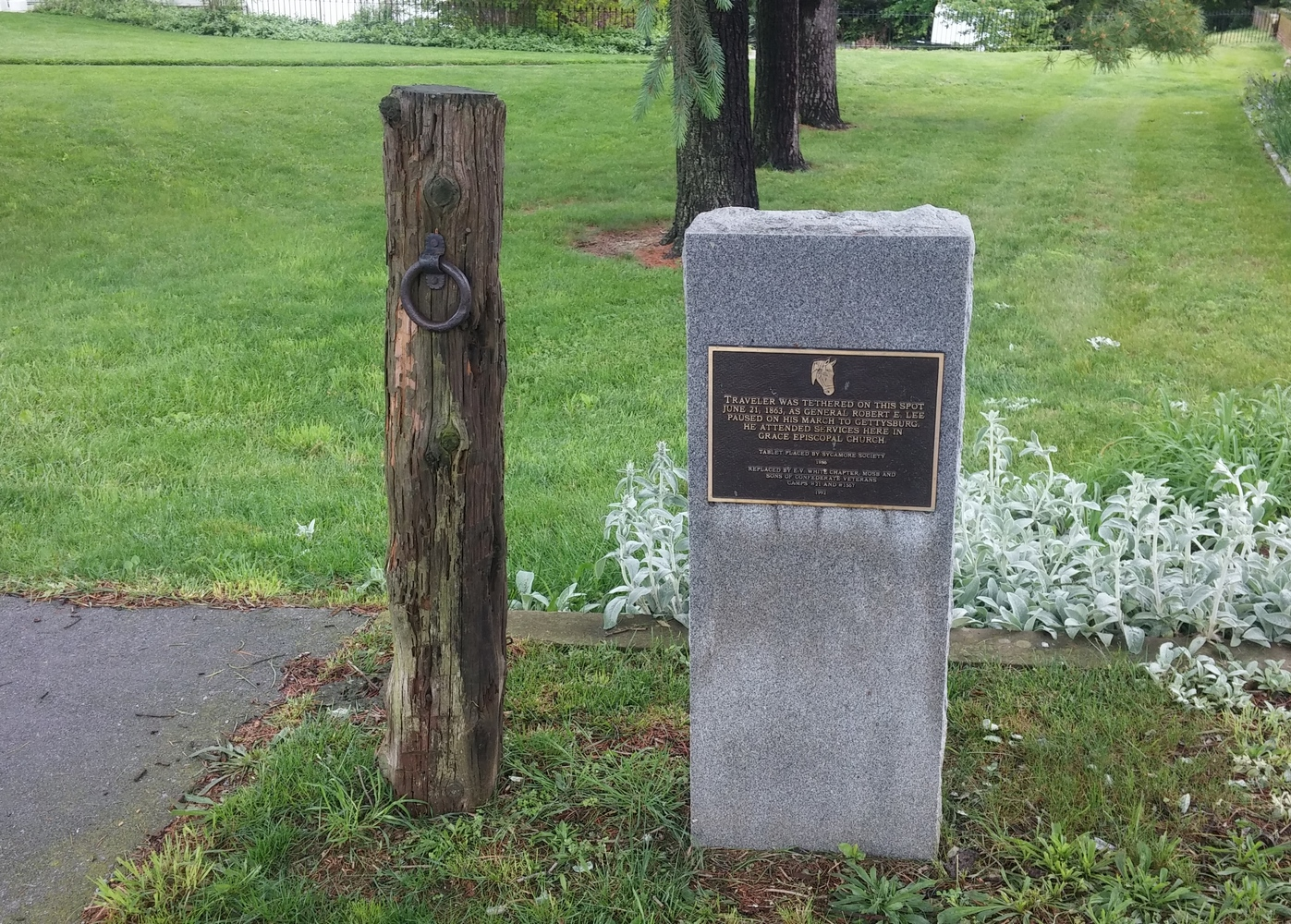
Место, где Ли привязывал «Бродягу» 21 июня 1863 года. Берривилл, 2017

Ли почти неделю простоял в долине Шенандоа, наблюдая за ситуацией в Лоудонской долине и ожидая подхода корпуса Хилла. Его продолжала беспокоить проблема снабжения. Ближайшие станции железной дороги находились в Калпепере и Стаутоне, поэтому армию приходилось содержать за счёт местного населения. Когда 21 июня первая дивизия Хилла (дивизия Хета) пришла в Берривилл, корпус Юэлла уже ушёл в Камберлендскую долину, но Ли понимал, что даже два корпуса за счёт долины Шенандоа долго прокормить не удастся. Отчасти поэтому он 22 июня направил Юэлла дальше на север, а Стюарта — вслед за ним. Дивизия Андерсона из корпуса Хилла была направлена в Шефердстаун, чтобы сменить там дивизию Эрли, а Эрли таким образом смог бы уйти на усиление остальных корпусов Юэлла. Андерсон пришёл в Шефердстаун 23 июня и перешёл Потомак на следующий день (именно его переправу заметила станция на Мерилендских высотах).
Пока армия Хукера стояла южнее реки Потомак, Ли мог без помех совершать рейды в Пенсильванию и собирать там продовольствие для армии. Но Хукер был слишком близко к переправам. Если бы он смог стремительным броском уйти за Потомак и вклиниться между Северовирджинской армией и корпусом Юэлла (о чём Хукер действительно думал), Ли оказался бы в сложном положении. Он уже попал в такое положение в ходе Мерилендской кампании и не хотел рисковать ещё раз. Поэтому он решил отправить свою армию двумя колоннами на север, за Потомак, чтобы оказаться ближе к корпусу Юэлла. «Успехи Юэлла сделали необходимым, чтобы вся остальная армия оказалась рядом с ним», — писал Ли в рапорте.
Лонгстрит 23 июня получил приказ наступать на север через Берривилл, Мартинсбег к Уильямспорту и начал марш утром 24 июня. Первой шла дивизия Пикетта, за ней артиллерийский резерв, потом дивизия Худа и затем дивизия Мак-Лоуза. Сам Ли свернул штаб в Берривилле и присоединился к дивизии Пикетта, проехав некоторое время рядом с генералом Эппой Хантоном, который временно командовал бригадой Ричарда Гарнетта. Вечером 25 июня первые бригады Лонгстрита перешли Потомак, а 26 июня перешли остальные части корпуса. Генерал Ли вместе с Лонгстритом и Пикеттом перешёл реку дождливым утром 25 июня и встал лагерем в роще в 5 километрах от Уильямспорта.
В эти дни Ли больше всего волновали возможные действия Хукера. Он знал, что федералы навели мост в Эдвардс-Ферри и беспокоился, что Хукер опередил его на пути в Пенсильванию. С другой стороны, он надеялся, что Хукер уйдёт за Потомак и уведёт армию из Вирджинии. Ещё 23 июня Ли написал президенту, что результатом кампании может быть как минимум отступление Хукера и срыв его планов на летнее наступление. В тех же письмах Ли советовал президенту передать ему в усиление бригаду Монтгомери Корсе, а генерала Борегара отправить в Калпепер, чтобы Хукер выделил хотя бы часть сил для прикрытия Вашингтона с юга.

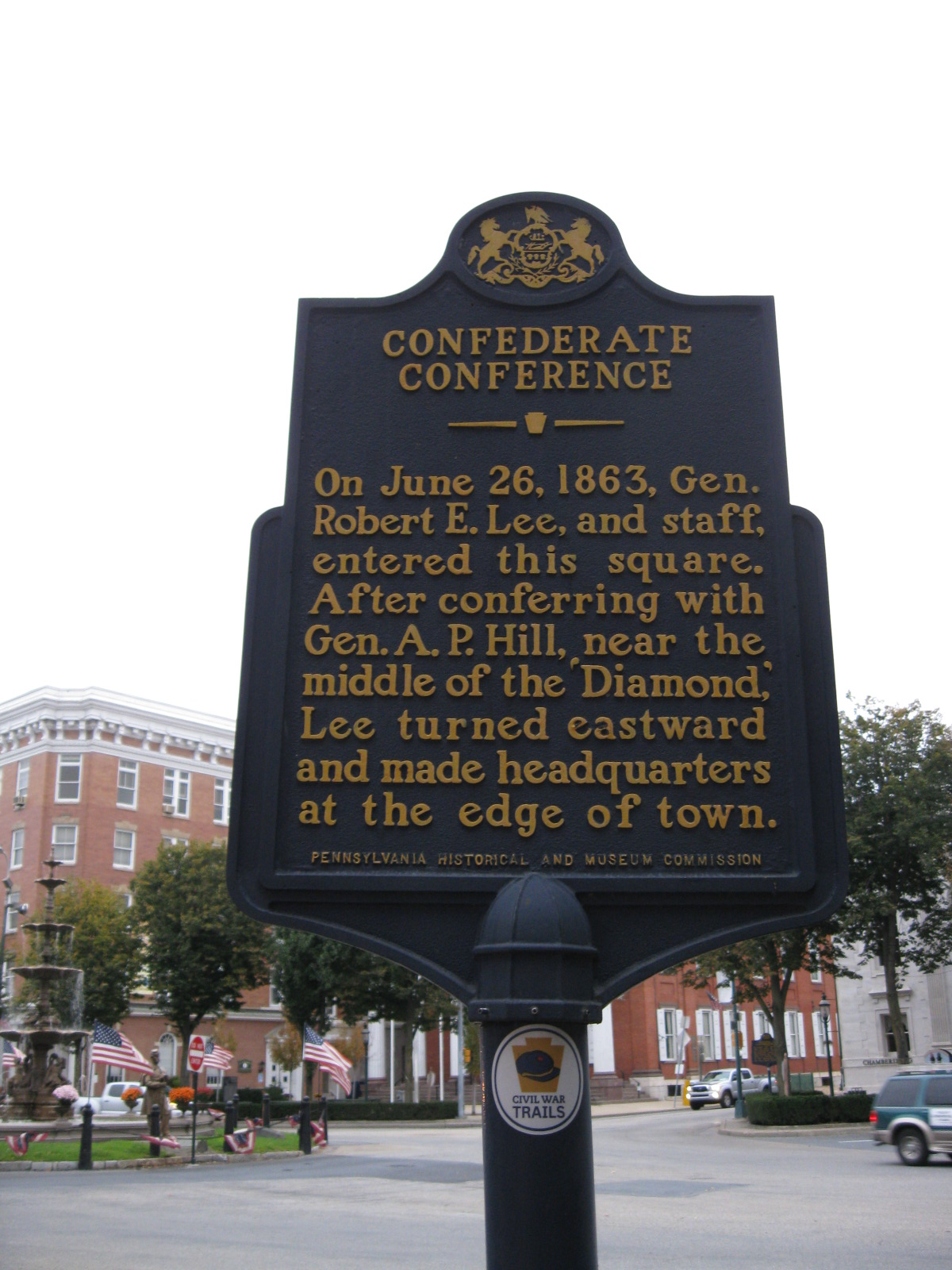
Исторический маркер на площади Чамберсберга

Переправа через Потомак заняла около суток, и утром 26 июня Ли направился через Хагерстаун на Чамберсберг, куда также направлялись корпуса Лонгстрита и Хилла. В Чамберсберге он встретил генерала Хилла. За Чамберсбергом, у дороги на Геттисберг, в местечке Шаттерс-Вудс был временно оборудован штаб армии. Здесь были приняты некоторые меры для обеспечения безопасности местного населения — например, офицером запрещалось входить в Чамберсберг без специального пропуска.
27 и 28 июня армия стояла лагерем около Чамберсберга; Ли ожидал Стюарта, без которого продолжать наступление казалось опасно. Однако он не получил никаких новостей о Стюарте, о противнике, и даже о своих арьергардных кавбригадах. Он приказал Юэллу наступать на Гаррисберг, и собирался направить корпус Хилла туда же. К концу дня 28 июня отсутствие новостей стало его серьёзно беспокоить. Стюарт был ему крайне необходим на правом фланге поскольку, по словам Фримана, «это была основная миссия Стюарта и фундамент всего плана операции, поскольку классической предосторожностью при вторжении является наличие надёжного кавалерийского прикрытия между своей армией и противником».
В 10 часов вечера 28 июня прибыл офицер из штаба Лонгстрита и сообщал, что прибыл шпион Генри Харрисон, который работал на Лонгстрита. Ли не был склонен доверять такого рода информаторам, но за неимением альтернативы он лично допросил Харрисона. Тот сообщил, что противник перешёл Потомак и что он лично видел два корпуса около Фредерика и два около Южных Гор. Харрисон также сообщил, что новым командующим Потомакской армии назначен генерал Мид.

### Смена командования Потомакской армии
27 июня армия Хукера занимала удобную позицию между Фредериком и Миддлтауном. Хорошие дороги, железная дорога и канал соединяли его с базой в Вашингтоне, Потомак прикрывал левый фланг, а Южные Горы — фронт. Здесь он и разработал свой план противодействия противнику. Он решил двинуться на запад вдоль северного берега Потомака, соединиться с гарнизоном Харперс-Ферри и нанести удар по арьергардам Северовирджинской армии в Камберлендской долине. Он рассчитывал собрать 25 000 человек (по его словам), «отправить их в тыл Ли, перерезать его коммуникации, разрушить мосты и захватить его обозы, а затем вернуться к основной армии для сражения». Этот план был разработан Говернором Уорреном и письменно изложен Хукеру 24 июня. «Это предложение основано на той идее, что мы не намереваемся обойти его армию и выбить её из Мериленда, как было в прошлом году, а хотим только помешать его манёврам, угрожая флангу и тылу», — писал Уоррен.
Хукер не сформулировал этот замысел в формальный приказ и не изложил его корпусным командирам из соображений секретности. Однако он начал выполнять этот план и 25 июня направил XI корпус в долину между Катоктином и Южными Горами, а 26 июня послал туда же I и XII корпуса. Кавалерийская дивизия Джулиуса Стейхла прошла на запад через Фредерик и заняла ущелье Кремптона в Южных горах. 26 июня Хукер лично приехал в Харперс-Ферри, чтобы изучить местность. Однако эти замыслы начали тревожить Линкольна и Халлека, которым казалось, что такой манёвр открывает путь на Вашингтон.
Для осуществления своих планов Хукер собирался оставить Харперс-Ферри и присоединить его гарнизон (дивизию генерала Френча) к своей армии. Но 27 июня Халлек запретил оставлять Харперс-Ферри без крайней необходимости. Более, того, он отправил Френчу письмо с распоряжением: «Не обращайте внимания на приказы генерала Хукера». Это было осознанное оскорбление, потому что Халлек знал, что Френч покажет это письмо Хукеру. Началась эмоциональная переписка, в ходе которой Хукер написал Халлеку, что поставлен в ситуацию, которая не позволяет выполнить данное ему задание, и поэтому запросил отставку:

СЕНДИ ХУК, 27 июня 1863 года, 13:00 (получено 15:00) Первоначальные инструкции требуют от меня прикрывать Харперс-Ферри и Вашингтон. Теперь я имею перед собой ещё и противника, превосходящего мои силы. Я прошу быть понятым, уважительно, но твердо: в таких условиях я не могу выполнять эти задачи и искренне прошу освободить меня, наконец, от занимаемой мной должности.
Оригинальный текст (англ.)–  SANDY HOOK, June 27,  1863, 1  p.m. (Received 3 p.m.)  My original instructions require me to cover Harper's Ferry and Washington. I have now imposed upon me, in addition, an enemy in my front of more than my number. I beg to be understood, respectfully, but firmly, that I am unable to comply with this condition with the means at my disposal, and earnestly request that I may at once be relieved from the position I occupy.
— Переписка Хукера
Халлек ответил, что не уполномочен смещать генералов, назначенных президентом. Однако он давно искал повода избавиться от Хукера (по свидетельству начальника его штаба, Джорджа Каллума), и военный секретарь Стентон с президентом Линкольном также разделяли его недоверие. Какая-то слабая вера в Хукера ещё жила, но просьба об отставке в критический момент кампании подорвала её окончательно. Запрос Хукера администрация президента встретила с тревогой и облегчением одновременно. Момент для смены командования был крайне неудачен, и впоследствии многие историки осуждали это решение как несвоевременное. Приняв это рискованное решение, Линкольн постарался осуществить его быстро, без широкой огласки, и даже без предварительного обсуждения с Кабинетом.
В тот же вечер был составлен Генеральный приказ № 194 об отстранении Хукера и назначении на его место Джорджа Мида.

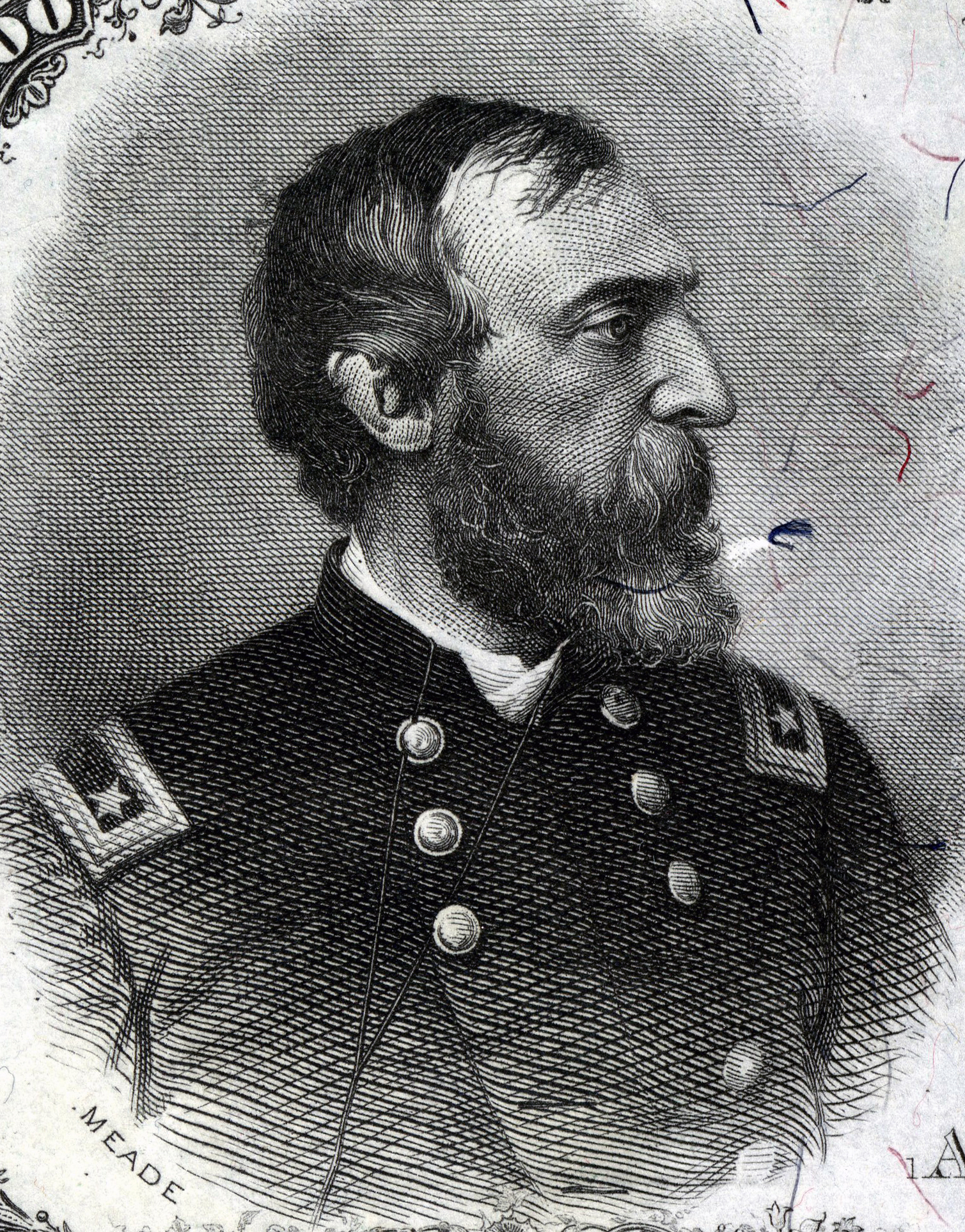
Портрет Мида на банкноте в 1000$ (1890)

Генерал Джордж Мид ещё в мае (во время заговора против Хукера) рассматривался генералами Потомакской армии как самый вероятный кандидат на пост главнокомандующего. Вероятность замены Хукера на Мида существовала всё лето, но 25 июня Мид написал жене, что его шанс явно упущен. Главным препятствием ему виделось отсутствие сторонников в правительстве, которые могли бы протолкнуть его кандидатуру. Однако же, писал Мид, никто не может назвать его интриганом, пробивающим себе дорогу критикой предшественников и вышестоящего руководства. Мид решил не переживать по поводу несостоявшегося повышения и просто ждать развития событий.
Мид прибыл со своим корпусом во Фредерик вечером 27 июня, поехал на встречу с Хукером, но не нашёл его, и вернулся в свой штаб. Ночью, в 03:00, к нему явился полковник Джеймс Харди из штаба Халлека, который сообщил, что принёс плохие новости. Мид сначала решил, что пришёл приказ о его аресте или отстранении от командования, и воскликнул, что его совесть чиста и он не знает за собой никаких проступков. Харди передал ему приказ президента о назначении его командующим армией. К этому приказу прилагалось письмо Халлека, в котором содержались рекомендации, советы и объяснение новых полномочий Мида. Халлек рекомендовал Миду расположить армию так, чтобы прикрывать Вашингтон и Балтимор, и, если Ли направится к этим городам, то перехватить его и дать ему сражение. В пределах этого задания Миду дозволялось действовать по своему усмотрению. Это означало, что Мид ни при каких обстоятельствах не мог открыть направление на Вашингтон без риска быть отстранённым от командования за нарушение инструкции.
В этом же письме Халлек давал Миду одно важное право, которого ранее не имели командиры Потомакской армии: он разрешил Миду отстранять от должности любого офицера без согласования с президентом и назначать новых офицеров без учёта их старшинства. Также он получил право убрать из армии любого офицера и любое гражданское лицо (например, журналистов) по своему усмотрению. Эти новые полномочия сильно повысили эффективность управления армией, и Мид широко пользовался ими впоследствии.
Первым делом Мид вместе с Харди и сыном отправился к Хукеру. Харди передал Хукеру приказ о смещении, после чего оба генерала сели обсудить ситуацию, а вскоре к ним присоединился и Баттерфилд. Вероятно, Хукер изложил Миду суть своего конфликта с Халлеком из-за Харперс-Ферри, рассказал ему о расположении корпусов армии, но ничего не поведал о позиции противника и не поделился никакими планами. Вероятно, что у Хукера не было планов, и он предполагал импровизировать по ходу развития событий. Мид покинул штаб с грустным выражением лица и сказал сыну: «Что ж, Джордж, вот я и командир Потомакской армии».
В 07:00 Мид отправил Халлеку формальное уведомление о принятии командования. Хукер остался в штабе до 18:00, он составил прощальное обращение к армии и затем отбыл в Балтимор за дальнейшими распоряжениями. Мид же, согласно традиции, должен был в первую очередь заменить начальника штаба. Он вызвал на переговоры Сета Уильямса, Говернора Уоррена и Эндрю Хэмфриса, но все они отказались принять должность по различным причинам. Мид был вынужден попросить Баттерфилда остаться в должности на некоторое время. Мид также оставил на своих местах Генри Ханта (шефа артиллерии), Марсену Патрика (начальника тыловой полиции) и Руфуса Ингаллса (квартирмейстера армии).
Принимая командование, Мид сообщил Халлеку, что собирается наступать на север, чтобы не дать противнику перейти Саскеханну. Для этой цели Мид начал сосредотачивать корпуса армии у Фредерика. XII корпусу было приказано прийти во Фредерик и в полдень корпус был на месте. VI корпусу было приказано двигаться из Пулсвилла по дороге на Балтимор до Нью-Маркета. III корпусу было приказано встать северо-восточнее Фредерика. II корпусу было велено встать в трёх милях южнее Фредерика. Генералу Рейнольдсу было приказано так же отправить три корпуса, находящиеся под его командованием, к Фредерику. Одновременно Мид решил реорганизовать кавалерию, чтобы повысить её эффективность. Посоветовавшись с Плезонтоном, он запросил Халлека произвести сразу трёх капитанов в бригадные генералы. Это были Элон Фарнсворт, Джордж Кастер и Уэсли Меррит. Плезонтон превратил кавалерийскую дивизию Стейхла в Третью Дивизию своего кавалерийского корпуса, назначил командиром Джадсона Килпатрика, передал две бригады этой дивизии Фарнсворту и Кастеру, а Меррит возглавил бригаду в дивизии Джона Бьюфорда. Конная артиллерия была сведена в две бригады под командованием Джеймса Робертсона и Джона Тидболла.
Днём Мид получил письмо от Халлека, в котором говорилось, что Мид может использовать в своих целях гарнизон Балтимора и отряд Кауча в Гаррисберге. Халлек так же сообщил о рейде Стюарта, который находился около Вашингтона, и которому генерал Хейнцельман, командир столичного гарнизона, не мог противодействовать из-за отсутствия кавалерии. Мид распорядился отправить на перехват Стюарта две кавалерийские бригады, но в остальном не стал придавать этому событию большого значения. Мида больше всего беспокоила дивизия Френча в Харперс-Ферри. Генерал Баттерфилд настаивал на том, что её нужно как можно скорее отвести из Харперс-Ферри и присоединить к основной армии. Мид тоже пришёл в мнению, что Харперс-Ферри удерживать бессмысленно, поэтому вечером 28 июня приказал Френчу эвакуировать все федеральное имущество в Вашингтон под охраной отряда в 3000 человек, а остальную часть дивизии отправить на соединение с Потомакской армией. Мид не стал дожидаться санкции Халлека, сославшись на то, что телеграфные линии повреждены кавалерией Стюарта. Френч в итоге отправился с отрядом в 6 000 человек во Фредерик, но пришёл туда только днём 1 июля.

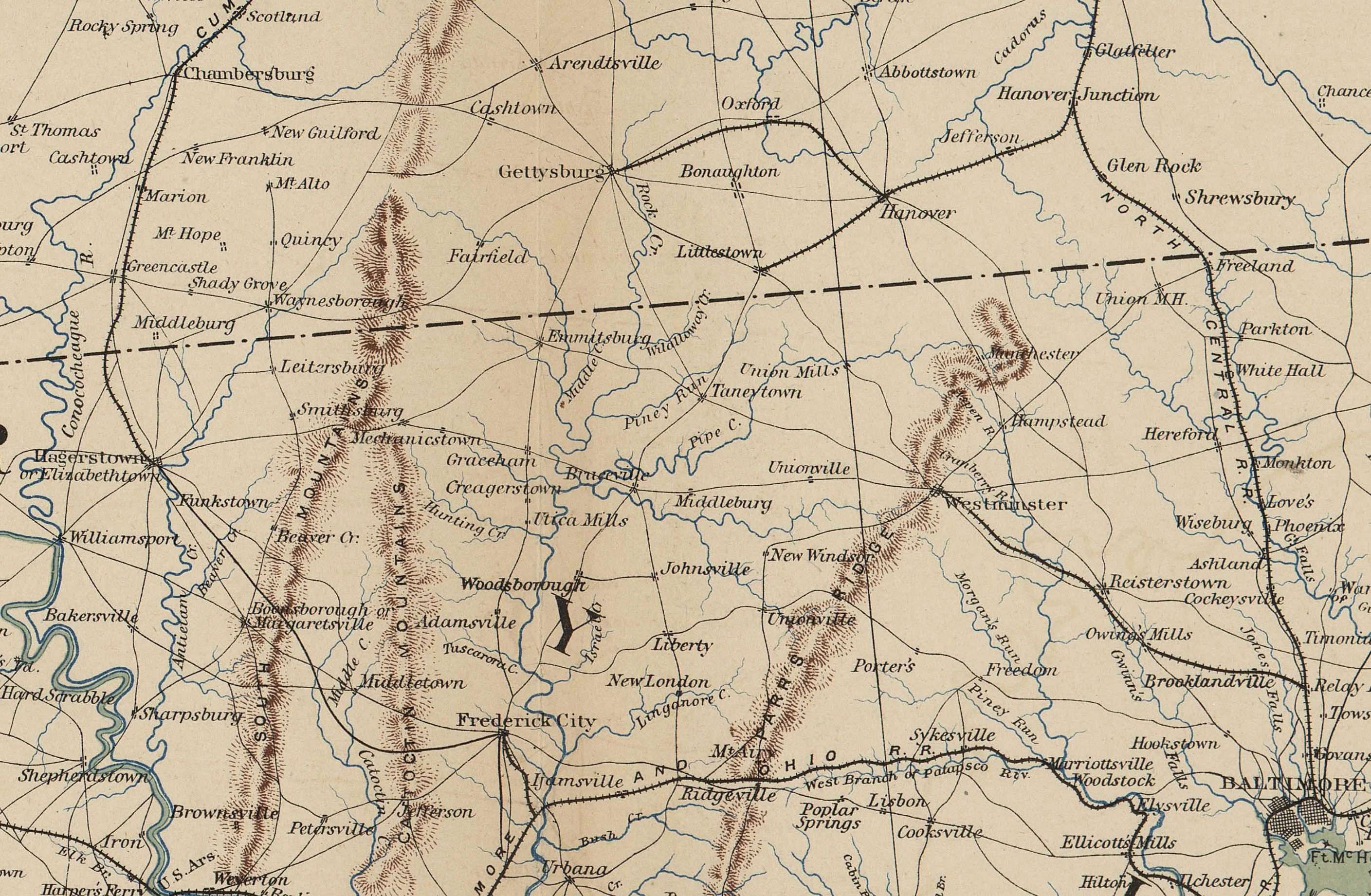
Мериленд и Пенсильвания в июне 1863 года

Получив в своё распоряжение всю Потомакскую армию, Мид должен был организовать её наступление на север. Это была сложная логистическая задача, поскольку армия состояла из семи пехотных корпусов, каждый из которых, с обозами и артиллерией, занимал от 10 до 18 миль дороги. Мид тщательно спланировал маршрут каждого корпуса, рассчитывая, что армия пройдёт 25 миль на север от Фредерика за два дня (потом срок сократили до одного дня) и к концу дня 29 июня займет позицию между Эммитсбергом и Вестминстером. За 24 часа Мид сумел завершить все приготовления и подготовить армию к старту утром 29 июня. Генерал Хемфрис впоследствии писал, что никогда ещё армия не управлялась так умело. Несмотря на отдельные накладки и задержки, армия выполнила поставленную задачу и к вечеру 29 июня II корпус пришёл в Юнионтаун, I и XI в Эммитсберг а две кавалерийские дивизии стояли в Фэирфилде и Литтлтауне на передовой позиции. Мид не знал планов противника и усилил свой левый фланг на случай, если южане внезапно перейдут Южные горы. Сам Мид разместил штаб в Миддлберге и там составил маршевые приказы на 30 июня. Он сократил темп наступления: штаб должен был переместиться всего на 6 миль севернее, в Тенейтаун.
События 30 июня заставили Мида изменить планы. Он узнал, что противник перемещается в направлении на Геттисберг. Мид решил ещё больше усилить левый фланг и направил II корпус в Тенейтаун, а III корпус в Эммитсберг. Рейнольдс получил полномочия распоряжаться всеми тремя корпусами (I, XI, III). Дивизия Бьюфорда ещё 29-го числа была отправлена Плезонтоном в Геттисберг, и по пути Бьюфорд, вероятно, беседовал с Рейнольдсом в Эммитсберге. В 11:00 Бьюфорд прибыл в Геттисберг, где узнал о приближении пехоты противника. Он сразу же уведомил об этом Рейнольдса. Тот ещё не знал, откуда именно ждать главного удара, и на всякий случай переместил I корпус к мосту через Марш-Крик, а штаб корпуса разместил у моста в таверне Морица. До 23:00 он вместе с Ховардом ожидал приказов от Мида на следующий день, но так и не получил их.

### Пайп-Крикский циркуляр
30 июня штаб Мида прибыл в Тенитаун (Мериленд), где Мид издал два важных приказа. В первом он распорядился начать общее наступление к Геттисбергу 1 июля. (От Геттисберга до корпусов его армии было от 5 до 25 миль) Второй приказ, известный как Пайп-Крикский Циркуляр, требовал возвести оборонительные укрепления на реке Биг-Пайп-Крик. Мид подумывал о том, чтобы занять эти позиции, в надежде, что Ли атакует их. В случае разгрома под Геттисбергом эти позиции могли бы помочь удержать вашингтонское направление. Позиция на Пайп-Крик понималась им как основная, и лишь 2 июля, убедившись в том, что позиция под Геттисбергом достаточно выгодна, он принял решение не отходить к реке Пайп-Крик. Уже после войны Пайп-Крикский циркуляр был использован врагами Мида для его дискредитации. Мида объявили в нерешительности и готовности отступить с позиции под Геттисбергом. Были показания, что он уже принял решение об отступлении, и только атака корпуса Лонгстрита днём 2 июля помешала этому.
Согласно циркуляру, армия должна была занять позицию фронтом от Миддлберга до Манчестера. На этой позиции армия прикрывала дороги на Балтимор и Вашингтон, а цепь высот, известная как Паррс-Ридж, давала армии запасную позицию на случай отступления от Пайп-Крик. В циркуляре Мид указал, что эта позиция предназначена для отражения атаки и что развитие событий в любой момент может привести к тому, что армия начнёт наступление с этой позиции. С другой стороны, Мид указал, что собирается наступать только в том случае, когда это будет однозначно выгодно. Мид не стреимился наступать к Геттисбергу ещё и потому, что не знал точно, где именно Ли перейдёт Южные Горы. Ли мог перейти их южнее Кэштауна и по дороге Уэйнсборо — Вестминстер выйти во фланг армии Мида. С этой точки зрения позиция на Пайп-Крик была выгоднее, чем позиция под Геттисбергом. Но в любом случае, этот циркуляр говорит о том, что Мид думал в основном об обороне, отдавая Ли инициативу.

### Концентрация Северовирджинской армии
Когда 28 июня в 10:00 генерал Ли узнал от Харрисона о близости Потомакской армии, он сразу же отменил наступление на Гаррисберг и отправил Юэллу новый приказ. В нём он сообщил, что Хукер перешёл Потомак, поэтому Юэллу необходимо вернуться в Чамберсберг. Это письмо Юэлл получил, вероятно, утром. Но за ночь Ли изменил план. Донесение Харрисона упоминало о двух федеральных корпусах около Южных Гор — эти корпуса могли перерезать коммуникации Северовирджинской армии. Ли не зависел от поставок продовольствия, но нуждался в регулярном подвозе боеприпасов. План федерального вторжения в Камберлендскую долину действительно существовал, но был отменён после смещения Хукера. Ли не знал этого, поэтому утром, в 07:30, он отправил Юэллу второй приказ: он велел ему идти к Хейдлерсбергу, а оттуда направляться к Геттисбергу или Кэштауну. Так как дивизия Джонстона уже выступила из Карлайла на Чамберсберг, то Джонстону было приказано следовать до Шиппенсберга, а там повернуть на Кэштаун.
Одновременно Ли отправил остальные дивизии своей армии на восток от Чамберсберга. Более всего его беспокоило отсутствие Стюарта и его кавалерии. Утром 29 июня офицер, прибывший из Вирджинии, сообщил, что по его данным, ещё 27 июня Стюарта видели в Вирджинии. Ли был удивлён и сильно встревожен. Весь день он спрашивал, нет ли новостей о кавалерии, но ничего не узнал. Выяснилось, что кавалерийские бригады Робертсона и Джонса по какой-то причине остались в долине Шенандоа. Из-за этого лошадей не хватало даже для фуражировок и приходилось использовать для этого лошадей из артиллерийского обоза.
Корпус Хилла начал марш утром 29 июня. Дивизия Генри Хета шла первой и прибыла в Кэштаун вечером, оказавшись в восьми милях от Геттисберга. У Хета образовался целый свободный день (до подхода остальных дивизий), и он решил потратить его на рейд в Геттисберг, чтобы раздобыть там продовольствия или обуви. Для этих целей он выбрал бригаду Джеймса Петтигрю. Хет предупредил его, что в Геттисберге могут оказаться ополченцы, но если вдруг там обнаружатся части Потомакской армии, Петтигрю не должен ввязываться в бой. Утром 30 июня Петтигрю отправился в Геттисберг, взяв с собой 55-й Вирджинский пехотный полк для усиления. На подходе к Геттисбергу они встретили человека, которого лейтенант Льюис Янг (адъютант Петтигрю) потом назвал шпионом Лонгстрита. Стивен Сирс предположил, что это мог быть Харрисон. От него Петтигрю узнал, что к городу подходит федеральная кавалерия, поэтому, опросив ещё некоторых местных жителей, он вернул бригаду в Кэштаун и доложил обстановку Хету.
В официальном рапорте Генри Хет написал так:

Утром 30 июня я приказал бригадному генералу Петтигрю направить его бригаду к Геттисбергу и изучить город на предмет припасов (особенно обуви) и вернуться в тот же день. Достигнув окраин Геттисберга, генерал Петтигрю обнаружил около города крупные силы кавалерии, усиленные пехотой. В этих обстоятельствах он счел нежелательным входить в город и отступил к Кэштауну. Результаты наблюдений генерала Петтигрю были переданы генерал-лейтенанту Хиллу, который прибыл в Кэштаун вечером 30-го.
Оригинальный текст (англ.)– On the morning of June 30, I ordered Brigadier-General Pettigrew to take his brigade to Gettysburg, search the town for army supplies (shoes especially), and return the same day. On reaching the suburbs of Gettysburg, General Pettigrew found a large force of cavalry near the town, supported by an infantry force. Under these circumstances, he did not deem it advisable to enter the town, and returned, as directed, to Cashtown. The result of General Pettigrew's observations was reported to Lieutenant-General Hill, who reached Cash-town on the evening of the 30th. 
— Рапорт Генри Хета
Хилл и Хет с недоверием восприняли сообщение Петтигрю, поскольку у этого офицера не было военного образования и боевого опыта. Хилл сказал, что он только что совещался с генералом Ли и у того есть информация, что противник стоит под Миддлбергом и не свернул лагерь. Тогда Петтигрю пригласил лейтенанта Янга, которого Хилл хорошо знал. Янг подтвердил, что замеченная в Геттисберге кавалерия действительно выглядит, как хорошо тренированное подразделение, а не как ополченцы. Хилл всё ещё сомневался, но разрешил Хету отправиться утром в Геттисберг и разобраться, что там происходит.
Первым в Кэштаун шёл корпус Хилла, за ним — корпус Лонгстрита. Ричард Юэлл получил этот приказ и передал его дивизионным командирам, но кавалерийская бригада Дженкинса получила этот приказ только через сутки — и это задержало Дженкинса на пути к Геттисбергу.

### Битва при Геттисберге

#### День первый

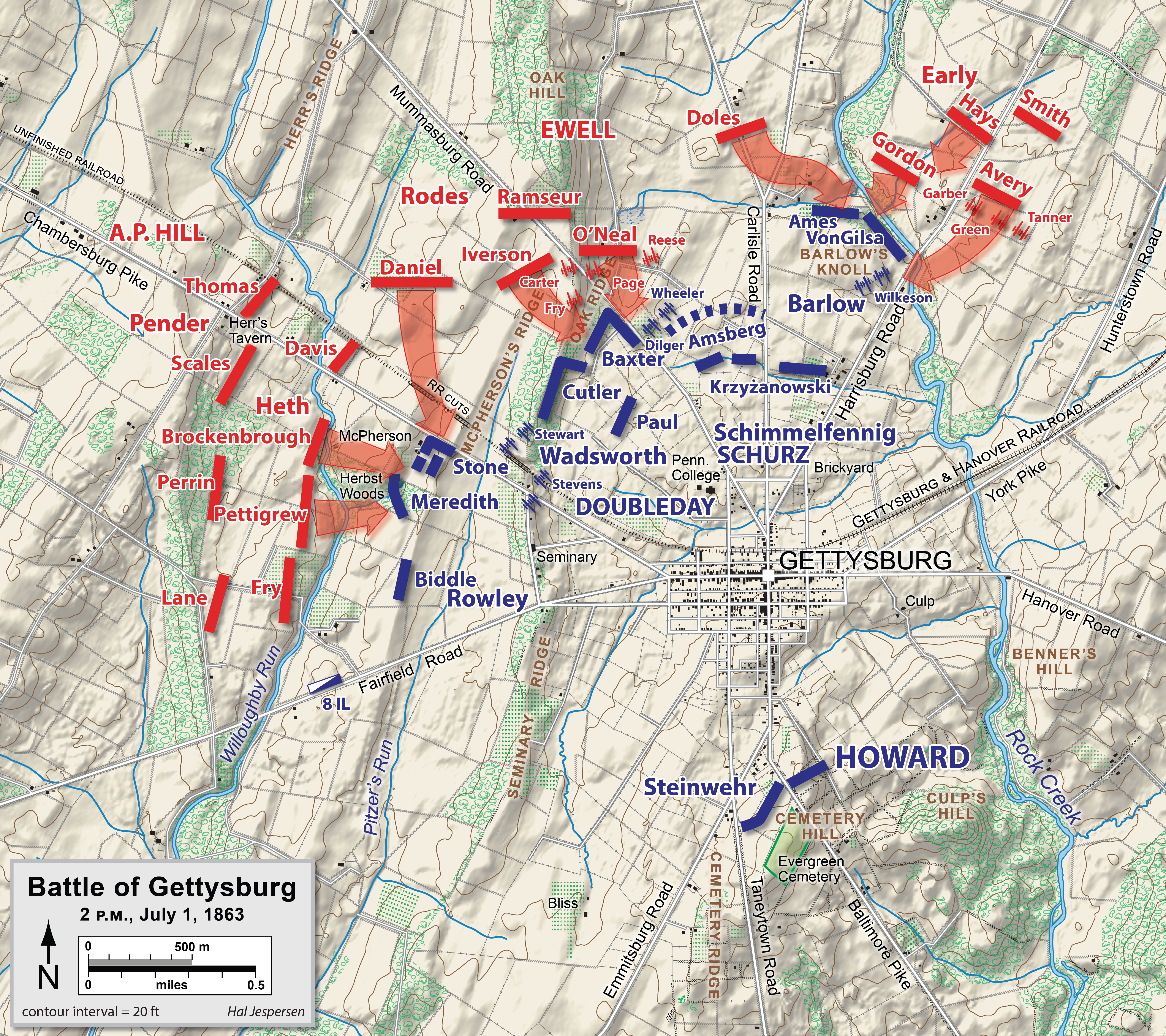
Атака Роудса, Хета и Эрли, 16:00.

Утром 1 июля дивизия Генри Хета отправилась в Геттисберг, чтобы, как было согласовано с корпусным командиром, выяснить ситуацию в городке и запастись обувью. Вслед за Хетом генерал Хилл отправил дивизию Уильяма Пендера и артиллерийский батальон Дэвида Мак-Интоша. Вместе это были весьма крупные силы, которые вполне могли втянуть армию в крупное сражение. Хилл нигде не объяснил, зачем он отправил в Геттисберг целых две дивизии и было ли это согласовано с главнокомандующим. Хет начал марш в 05:00, но стартовая точка его марша неизвестна. В 07:30 голова колонны вышла к мосту через Марш-Крик и в это время пикеты Бьюфорда сделали первый выстрел по колонне.
Хет развернул войска в боевую линию (на что у него ушло примерно 90 минут) и начал наступление на хребет Херр-Ридж. Заняв хребет, он увидел федеральные войска на следующем хребте. Вместо того, чтобы отступить или занять оборонительную позицию, Хет приказал бригадам Арчера и Дэвиса атаковать. Федеральная кавалерия заняла оборону на хребте Мак-Ферсона, и в это время к ним подошли две бригады I корпуса вместе с генералом Джоном Рейнольдсом. Южане атаковали хребет Мак-Ферсона, но были отбиты, при этом в плен попал генерал Арчер. Федералы потеряли генерала Рейнольдса, который сдал командование на поле боя генералу Даблдею.
Хет отвёл бригады обратно на хребет Мак-Ферсона, и в сражении образовалась пауза. На поле боя пришли все три дивизии I корпуса и весь XI корпус Оливера Ховарда. Между тем две дивизии корпуса Юэлла приближались к Геттисбергу с севера: дивизия Роудса по Мамсбергской дороге и дивизия Эрли по Харрисбергской дороге. Около 14:00 Роудс вышел на поле боя и атаковал фланг I корпуса. Эта атака была отбита с тяжёлыми потерями. Генерал Ли только что прибыл на поле боя; он видел атаку Роудса, и генерал Хет предложил ему поддержать Роудса, но Ли не дал согласия на это, всё ещё надеясь избежать генерального сражения.
В 16:00 дивизия Эрли подошла по Гаррисбергской дороге к реке Рок-Крик и атаковала корпус Ховарда. Корпус обратился в бегство. Роудс снова послал в атаку свою дивизию, и в этой ситуации Ли понял, что сражение неизбежно, и приказал Хету атаковать: Хет послал в бой бригады Брокенбро и Петтигрю. I корпус отступил на Семинарский хребет, и тогда Ли послал в бой свежую дивизию Уильяма Пендера. Атакованные с трёх направлению, I и XI федеральные корпуса стали отступать через Геттисберг на Кладбищенский холм.
Теперь Северовирджинской армии предстояло сделать следующий шаг, но к нему никто не был готов, потому что никто не ожидал и не желал сражения в этот день. Хилл решил, что его дивизии понесли серьёзные потери и посылать их на штурм холма рискованно. Генерал Роудс тоже не решился штурмовать холм в одиночку. Ричард Юэлл решил, что Кладбищенский холм — слишком сильная позиция и атаковать её без поддержки дивизий Хилла нежелательно. В итоге, заняв Геттисберг, южане потратили два часа времени, но так и не пришли к какому-либо решению.

#### День второй
Ранним утром 2 июля генерал Джордж Мид имел на позициях уже 4 корпуса. II корпус генерала Хэнкока был размещён на Кладбищенском хребте, а III корпусу генерала Дэна Сиклса было приказано занять позицию левее Хэнкока.
В то утро генерал Ли решил атаковать левый фланг Потомакской армии. С утра, около 04:00, он отправил на разведку штабного офицера Самуэля Джонстона. Джонстон вернулся через три часа, доложив, что изучил всю местность вплоть до того, что поднялся на высоту Литл-Раунд-Топ. Само содержание этого доклада не сохранилось, но предположительно Ли пришёл к мнению, что левый фланг Потомакской армии ничем не прикрыт. Основываясь на докладе Джонстона, он приказал корпусу Лонгстрита выдвигаться к Персиковому саду, чтобы оттуда начать атаку.
Лонгстриту не понравился этот план. Он предложил не продолжать сражения, а начать обход левого фланга противника, чтобы отрезать его от Вашингтона. Но Ли не одобрил этот план.
Корпус Лонгстрита поздно пришёл к Геттисбергу, а затем оказался на неверной дороге, и в итоге только к 15:00 Лонгстрит вышел к высоте у Персикового сада, где обнаружил III федеральный корпус. Решено было, что дивизия Мак-Лоуза атакует Персиковый сад, а дивизия Джона Худа будет идти на правом фланге и выбьет противника с хребта Хукс-Ридж и высоты Литл-Раунд-Топ. В 16:00 Худ начал наступление. Его бригады сумели захватить Хукс-Ридж, но ожесточённый бой за Литл-Раунд-Топ не дал результата. Сам Худ был ранен в самом начала наступления.
Между тем дивизия Мак-Лоуза вступила в бой за Персиковый сад, опрокинула федеральную дивизию Дэвида Бирни и почти прорвала фронт Потомакской армии. На стыке дивизий Мак-Лоуза и Худа находилось пшеничное поле, известное как Уитфилд. Южанам удалось захватить его, но генерал Хэнкок бросил в контратаку дивизию Колдуэлла. Колдуэлл сумел отбить поле, но затем был остановлен и начал отступать. К концу дня южанам удалось оттеснить противника на вторую линию обороны, но прорвать его позиции не удалось.
В 20:00 Мид написал в Вашингтон, что отбил все атаки, но не может уверенно сказать, что ему предстоит делать дальше — наступать или отступать. Через час он вызвал в штаб Джорджа Шарпа, а затем остальных корпусных генералом армии. Всего собралось 12 человек (Мид, Ньютон, Хэнкок, Гиббон, Бирни, Сайкс, Седжвик, Ховард, Уильямс, Слокам, Батерфилд и Уоррен). Мид задал генералам три вопроса: 1) Должна ли армия оставаться на позиции или отступить? 2) Если оставаться, то стоит ли атаковать? 3) Если не атаковать, а ждать атаки, то как долго? По первому вопросу все сошлись на том, что надо оставаться на позиции. По второму все единогласно решили, что армия не готова для атаки. По третьему вопросу мнения были различны, но все сходились на том, что рано или поздно надо атаковать.

#### День третий
С учётом относительного успеха Лонгстрита 2 июля, Ли решил с утра 3 июля повторить атаку, усилив Лонгстрита свежей дивизией Пикетта. Атаку предполагалось начать примерно в 04:30, одновременно с атакой корпуса Юэлла. В указанное время Ли прибыл на позиции корпуса Лонгстрита и обнаружил, что к атаке ничего не готово. Лонгстрит сказал, что две его дивизии понесли слишком большие потери 2 июля и не смогут адекватно поддержать Пикетта. Более того, он снова предложил вместо атаки начать обход федеральной линии справа. Ли пришлось менять планы. Дивизия Пикетта должна была наступать по прежнему плану, в направлении на Кладбищенский хребет, но для её поддержки были выделены две дивизии корпуса Хилла: под командованием Тримбла (бывшая дивизия Пендера) и Петтигрю (бывшая дивизия Хета).
В 13:07 началась артиллерийская подготовка атаки, но огонь артиллерии оказался в целом малоэффективным. Примерно через 40 минут бомбардировки генерал Александер посоветовал Пикетту начинать, иначе у артиллерии не останется боеприпасов для артиллерийского сопровождения. Началась атака, известная как «Атака Пикетта». Около 15 000 человек двинулись в наступление на позиции II федерального корпуса, но были отбиты с тяжёлыми потерями. Армия потеряла убитыми и ранеными 6 555 человек. Федералы потеряли 1500 человек.
Примерно в это самое время кавалерийская дивизия Килпатрика вышла к правому флангу Северовирджинской армии и Килпатрик бросил в атаку бригады Меррита и Фарнсворта. Эта атака, известная как «Атака Килпатрика» была отбита с тяжёлыми потерями. Среди убитых был и генерал Фарнсворт.

### Отступление Ли
После атаки Пикетта южане вернулись на свои позиции на Семинарском хребте и стали возводить укрепления в ожидании контратаки противника. Мид, в свою очередь, так же ждал повторения атаки, но её не произошло и вечером он отправил в Вашингтон краткий рапорт. Не называя произошедшее победой, он лишь сообщил, что атака противника отбита с тяжёлыми потерями. Наступательные возможности армии Юга были исчерпаны, но у Ли оставался шанс на удачный поворот событий — он надеялся, что Мид атакует его позиции на Семинарском хребте. Когда 4 июля этой атаки не произошло, Ли понял, что должен отступать. Даже если он сумеет отбить атаку северян, он всё равно не сможет прокормить армию на том ограниченном участке территории, который контролирует. Он так же не сможет получить подкрепления с Юга. Боеприпасов у армии оставалось примерно на одно большое сражение. Но в любом случае, причиной была не деморализация армии, о которой писали потом журналисты и даже некоторые офицеры Потомакской армии.
После трёх дней боёв Северовирджинская армия сократилась на треть, потеряв 20 451 человека (если не больше), но в основном сохранила офицерский состав, если не считать дивизию Пикетта и Хета. Артиллерия в целом была в хорошем состоянии и, кроме того, 3 июля кавалерия снова начала выполнять свои прямые обязанности. Армия была всё ещё опасна для противника.
Ещё вечером 3 июля Ли посовещался с некоторыми офицерами и приказал отвести армию на более удобную позицию: корпус Юэлла оставил Геттисберг и отступил на Дубовый хребет и Семинарский хребет. Южане соорудили укреплённую линию, которая протянулась на 4 километра от Мамсбергской до Эммитсбергской дороги. Под прикрытием этой позиции Ли отправил в тыл обозы со снаряжением и теми ранеными, которые были способны перенести марш. Вместе с ними были взяты те тяжелораненые раненые, которых нельзя было оставить: генералы Худ, Хэмптон, Пендер и Скейлс. Пришлось оставить 6 802 раненых, состояние которых не давало возможности их эвакуировать — в их числе Тримбла и Кемпера.
Обоз с ранеными (которых было около 8000 человек) был отправлен в тыл под руководством генерала Имбодена, в распоряжении которого был отряд в 2 100 кавалеристов, артиллерийская батарея, и ещё две кавалерийские бригады: Фицхтю Ли и Хэмптона. Имбодену было приказано выступить 4 июля в 17:30 из Кэштауна, обойти Чамберсберг по дороге на Гринвуд, и прибыть в Гринкасл к утру 5 июля. Оттуда он должен был отправиться в Уильямспорт и там перейти Потомак. В Мартинсберге он должен был оставить обоз и вернуться в Чамберсберг. Кроме этого обоза, был сформирован ещё один, которому было приказано идти на Хагерстаун через Фэирфилд. Оба обоза отбыли днём под сильным дождём. Утром того же дня Ли предложил Миду обмен пленными, но Мид отказал, сославшись на отсутствие у него таких полномочий. В любом случае, он не стал бы возвращать пленных, уже отправленных далеко в тыл. Чуть позже пришёл парламентёр федеральной армии и сообщил, что в руках северян находится раненый генерал Лонгстрит, и они готовы отдать его, чтобы южане занялись его лечением. Вероятно, за Лонгстрита был принят раненый генерал Армистед. Лонгстрит сам ответил парламентёру, что способен сам собой заняться.
Так как 4 июля Потомакская армия не стала атаковать, то Ли распорядился начать отступление. Как только стемнело, корпус Хилла отправился на запад по Фэирфилдской дороге. Шел сильный дождь, поэтому марш занимал больше времени, чем Ли рассчитывал. Мид не противодействовал отступлению: он был уверен, что Ли тщательно укрепил горные проходы, и захватить их будет нелегко. Между тем, если бы он сумел захватить Фэирфилд, то Ли пришлось бы отводить армию по более длинной Чамберсбергской дороге, и Мид получил бы шанс сильно ослабить, если не полностью разбить противника. Ни до ни после, в ходе этой кампании, Миду не выпадало такого удачного шанса. Но Мид ещё не понял, собирается ли Ли отступать. Утром 4 июля он сообщил генералу Френчу (отряд которого стоял во Фредерике), что Ли отступает, и необходимо занять Мерилендские высоты и перевалы в Южных Горах. Через несколько часов стало ясно, что Северовирджинская армия стоит на месте, и Мид отменил приказ. Френч, впрочем, по личной инициативе отправил кавалерию в Фоллинг-Уотерс, и она уничтожила там единственный мост через Потомак.
Одновременно Мид, оставаясь на позициях основной частью армии, решил послать кавалерию в тылы противника. Уже утром 4 июля он приказал Плезонтону тревожить противника насколько возможно. Бригада Ирвина Грегга отправилась через Хантерстаун на Кэштаун, остальные были отправлены в южном направлении. Дивизия Бьюфорда (бригады Гэмбла и Дэвина) отправились из Винчестера во Фредерик, а дивизия Килпатрика — в Эммитсберг, где соединилась с бригадой Пеннока Хью. В результате Плезонтон по непонятным причинам разбросал по разным направлениям всю дивизию Макмартри Грегга, оставив этого способного командира без дела на целую неделю. В целом Плезонтону удалось вовремя пустить в дело кавалерию, но он рассеял её по слишком широкому фронту.
На закате 4 июля отряд Килпатрика прибыл в окрестности Фэирфилда и атаковал хвост колонны Юэлла. Произошло сражение в Монтеррейском ущелье, в ходе которого Килпатрику удалось захватить часть обоза и 1500 пленными. Килпатрик сообщил в рапорте, что захватил весь обоз Юэлла.
Вечером 4 июля Мид собрал военный совет, на который пригласил 9 генералов: Ньютона, Хейса, Бирни, Сайкса, Седжвика, Ховарда, Слокама, Уоррена и Плезонтона. Он напомнил им о необходимости прикрывать направление на Вашингтон и спросил совета относительно дальнейших действий. Для начала он выяснил, что может рассчитывать на 55 000 боеспособных пехотинцев. Он знал от разведки, что противник подкреплений не получит. Оставалось решить, должна ли армия остаться на своей позиции? Генералы решили оставаться. Тогда он спросил, стоит ли атаковать противника? Генералы высказались категорически против. Мид спросил, стоит ли начать наступление через Эммитсберг на Уильямспорт? Генералы решили, что это хороший вариант, который позволял прикрывать Вашингтонской направление.

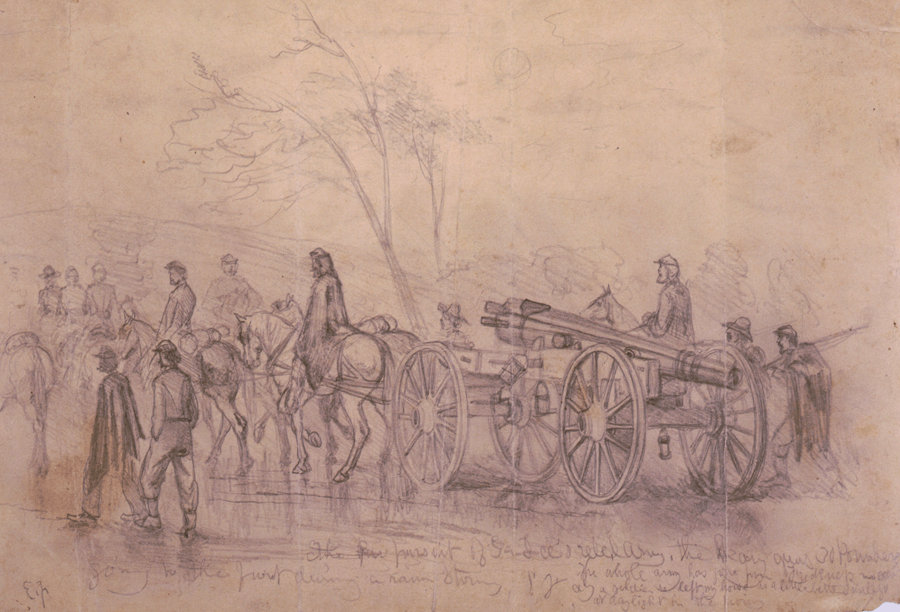
Потомакская армия идёт от Геттисберга к Фредерику. Зарисовка Эдвина Форбса.

На совете решено было провести рекогносцировку под руководством Уоррена, а утром 5 июля Мид велел Баттерфилду подготовить маршевые приказы для наступления, которое предполагалось осуществить исходя из результатов рекогносцировки. Армию свели в три крыла:
- Крыло Седжвика: I, VI, и III корпуса.
- Крыло Слокама: II и XII корпуса.
- Крыло Ховарда: V и XI корпуса.

Предполагалось, что эти три крыла пойдут по трём разным дорогам и встретятся в Миддлберге вечером 7 июля. Между тем утром VI корпус начал готовиться к рекогносцировке, и в полдень начал наступление. Бригада генерала Торберта шла в авангарде. Она прошла 6 миль до Фэирфилда, где столкнулась с арьергардами корпуса Юэлла, бригадой Гордона. Произошла небольшая перестрелка, после которой Уоррен вернулся в Геттисберг, где передал Миду, что южане, видимо, заняли позицию у Фэирфилда и готовятся дать бой. Мид немедленно приостановил наступление своих корпусов, а III и I корпусам было поручено подержать Седжвика, если потребуется. Утром 6 июля Мид приказал Седжвику продолжить наступление, но Седжвик ответил, что предполагает сильные укрепления в горах, поэтому наступать может быть опасно, но он отправил на разведку бригаду Нейла. Мид в ответ приказал решительно наступать всем корпусом. Однако, в полдень Мид счёл наступление через Фэирфилд бессмысленным. Он приказал Седжвику прекратить наступление, оставить в горах только бригаду Нейла, а корпус отвести к Эммитсбергу. Остальным корпусам было приказано возобновить марш к Миддлбергу утром 7 июля. В результате Мид потерял полтора дня времени, что сильно повредило его репутации.

#### Уильямспорт, 6 июля

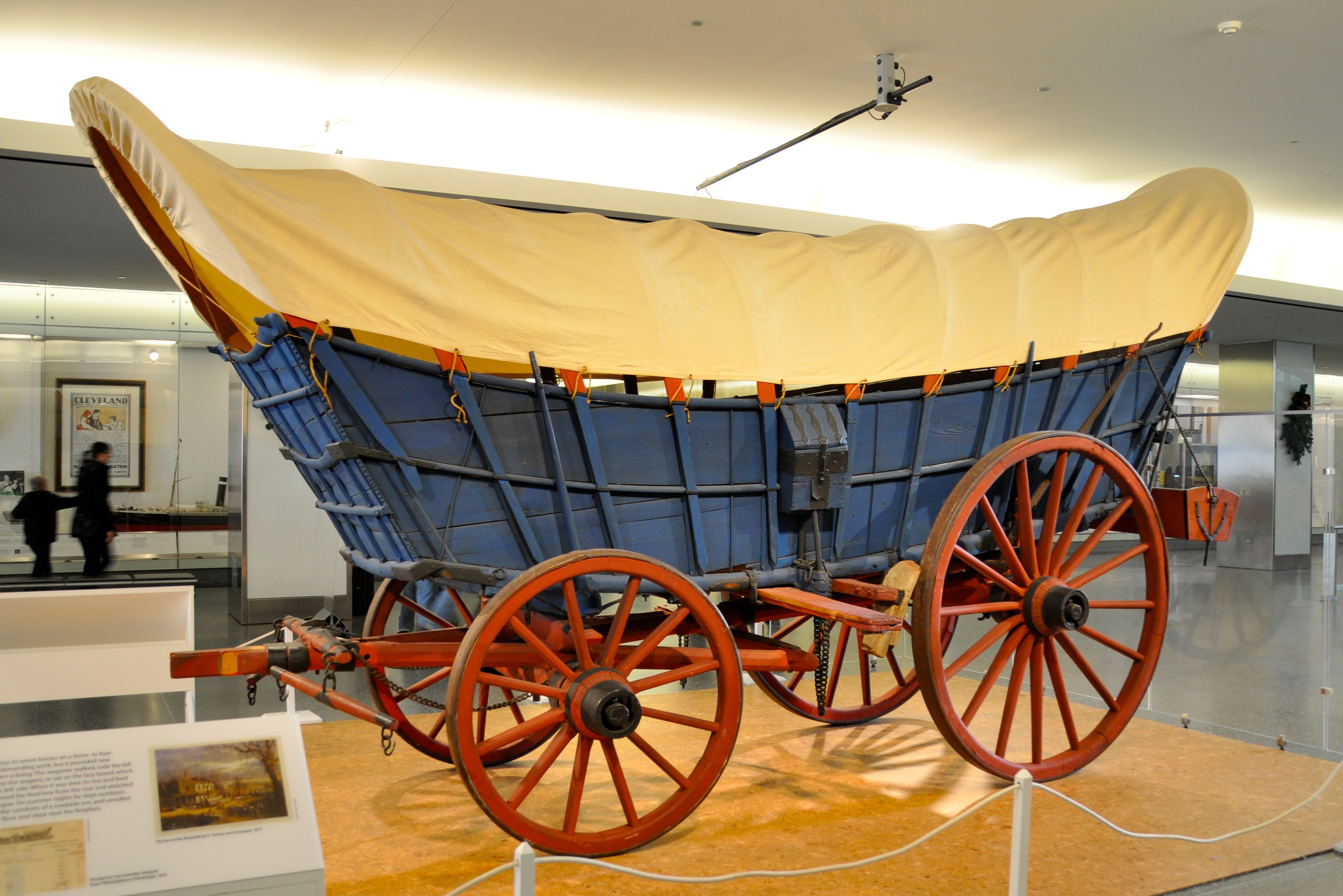
Повозки конестога, которые составляли основную массу обоза Имбодена.

6 июля дивизия Бьюфорда, численностью около 4 000 человек, выступила из Фредерика около 04:00 и направилась к Уильямспорту. Бьюфорд знал, что там находится большой обоз, который шёл из Геттисберга через Кэштаун и Хантерстаун под командованием Джона Имбодена, и он решил не дать обозу уйти за Потомак. Имбоден, отступая к Уильямспорту, уже попал под атаку федеральной кавалерии в Гринкасле, а затем под атаку кавалерии из бывшего гарнизона Винчестера. Когда же он привёл остатки обоза в Уильямспорт, то обнаружил, что понтонный мост в Фоллин-Уотерс уничтожен (диверсией Френча), и единственная связь с вирджинским берегом — это паромная переправа, которая позволяет переправить не более двух повозок за раз.
Узнав о приближении Бьюфорда, Имбоден успел развернуть свою артиллерию (22 орудия), спешить кавалерию, раздать оружие вагонерам и был готов удерживать позицию любой ценой. У него было 2 500 человек (из них 700 вагонеров) против 3 500 человек отряда Бьюфорда. В 17:00 спешенная кавалерия Бьюфорда атаковала пикеты конфедератов и отбросила их почти до самых обозов, но Имбоден удержал Уильямспорт и даже сумел контратаковать. В это время Бьюфорд услышал залпы орудий Килпатрика к северу, и предложил ему соединиться флангами. Килпатрик в тот день атаковал кавалерию Стюарта в Хагерстауне, но столкнулся с пехотной бригадой Иверсона, и вынужден был отойти. Получив сообщение Бьюфорда, он отправился к нему на помощь. Но отход Килпатрика открыл правый фланг Бьюфорда, который в итоге отступил вместе с Килпатриком в сторону Бунсборо. Бьюфорд честно признался, что достигнуть поставленной цели не удалось. Сражение, ставшее известным, как «сражение вагонеров» (Wagoners’ Fight), спасло для Конфедерации 4 000 повозок, около 10 000 тягловых животных и позволило удержать путь отступления для остальной армии.

#### Ли в Уильямспорте
Арьергард Северовирджинской армии прибыл в Хагерстаун утром 7 июля, и Ли сразу же приступил к изучению участка вдоль дороги Хагерстаун-Уильямспорт. Джеб Стюарт отогнал федеральную кавалерию достаточно далеко на восток, что дало возможность генералу Ли беспрепятственно работать над созданием оборонительной позиции. Местность вокруг Уильямспорта, Фоллин-Уотерс, Даунсвилла и Джонс-Кроссроудс была удобна для обороны, и Ли провёл несколько дней в изучении местности и консультациях с инженерами. К 11 июля инженеры выбрали линию высот, известную как хребет Селсбери-Ридж, которая правым флангом упиралась в Даунсвилл, а левым — в Хагерстаун. Небольшая река Конокочеги-Крик прикрывала подходы с востока. На этой позиции южане быстро возвели мощную линию укреплений, особенно много внимания уделив артиллерийским позициям. Единственной слабостью этой линии была её чрезмерная длина — она тянулась на 6 или 8 миль, отчего её было трудно удерживать. К 12 июля укрепления были полностью построены и именно в это время к позиции подошла армия Мида.
Ли старался растянуть линию обороны настолько широко, насколько возможно, чтобы обеспечить максимальное прикрытие своим фуражирам. После завершения всех работ корпус Лонгстрита занял правый фланг, примыкающий к Потомаку, корпус Хилла — центр, а корпус Юэлла — левый фланг. Кавалерия Стюарта сконцентрировалась на левом фланге, чтобы атаковать тыл и фланг противника, если тот надумает наступать. Позиция была очень выгодной, и Ли надеялся, что Мид его атакует. «О, как мы все желали, чтобы он пришёл и атаковал нас, — писал потом Портер Александер, — точно так же, как мы атаковали его под Геттисбергом».

#### Наступление Мида
Корпуса Мида начали марш в сторону Фредерика утром 7 июля. За этот день им удалось пройти 15 — 20 миль. Корпус Слокама прошёл даже 29, до Уолксвилла, а XI корпус двигался быстрее всех: некоторые его подразделения прошли 34 мили. К концу дня основная часть корпусов находилась между Миддлтауном и Механиктауном. Фактически армия за один день расстояние, которое Мид рассчитывал пройти за 2 — 3 дня. Но на этом его скорости замедлились: дожди 7 июля сделали дороги почти непроходимыми. VI корпус потратил всё 8 июля на то, чтобы перетащить артиллерию через Южные Горы. Пехоте пришлось использовать более длинные (но улучшенные) дороги, что так же замедлило скорости.
Мид между тем разместил штаб во Фредерике (7 июля) и принял некоторые меры по реорганизации армии. Так как раненый Баттерфилд покинул армию 3 июля, то 8 июля Мид назначил на должность начальника штаба Эндрю Хэмфриза. Дивизию Хэмфриса возглавил бригадный генерал Генри Прайс. Генерал Ньютон остался во главе I корпуса, а Александр Хейс — во главе II корпуса, хотя эти генералы едва ли были адекватной заменой Рейнольдсу и Хэнкоку. Генерал Уильям Френч получил приказ возглавить III корпус вместо раненого Сиклса, а части его дивизии были распределены по III и I корпусам. Это пополнение, около 8 000 человек, отчасти компенсировало уход тех полков, у которых кончились сроки службы. В целом с учётом убывших и прибывших подразделений численность армии возросла примерно на 6 000 человек. В последующие дни Миду удалось довести это число до 12 000 человек. Кроме того, с севера приближались подразделения, не входящие в Потомакскую армию и недостаточно надёжные, но они как минимум могли помешать фуражировкам армии Ли.
9 июля Потомакская армия стояла западнее Южных гор, растянувшись фронтом от Бунсборо до Роресвилла. Мид предполагал, что противник стоит где-то между Хагерстауном и Уильямспортом и, ввиду непроходимости Потомака, готов к обороне. Последующие три дня Мид занимался осторожным маневрированием, стараясь не втянуться в бой противником, который занимал сильную позицию. За эти дни он успел завершить ротацию командиров и распределение подкреплений.
В 20:00 12 июня Мид собрал генералов Потомакской армии на совет. Были приглашены Хэмфрис (как новый начальник штаба), Уодсворт (замещавший Ньютона), Хейс, Френч, Сайкс, Седжвик, Ховард, Слокам, Плезонтон и Уоррен. Мид сообщил им, что ещё не знает, как и где стоит атаковать, но предлагает всё же попробовать на следующий день. Предложение одобрили Уодсворт и Ховард, а также Хэмфрис, Уоррен и Плезонтон. Но их мнение значило немного, потому что последние трое не командовали корпусами, Ховард был скомпрометирован неудачей под Геттисбергом, а мнение Уодсворта не учитывалось, потому что Ньютон, которого он замещал, был против. Против высказались пять генералов: Хейс, Френч, Сайкс, Седжвик и Слокам. Седжвик высказался от имени всех, и сказал, что Мид недавно одержал победу и не стоит теперь рисковать. Ховард потом писал, что никогда не встречал у корпусных командиров такого единодушного нежелания сражаться. В этой ситуации Мид был вынужден отложить атаку как минимум до выяснения точной позиции противника.
В 1864 году Мид сказал представителям Конгресса, что атака 13 или 14 июля превратилась бы в Геттисберг наоборот — Ли стоял бы в обороне, а Мид бы наступал.

#### Отступление Ли за Потомак

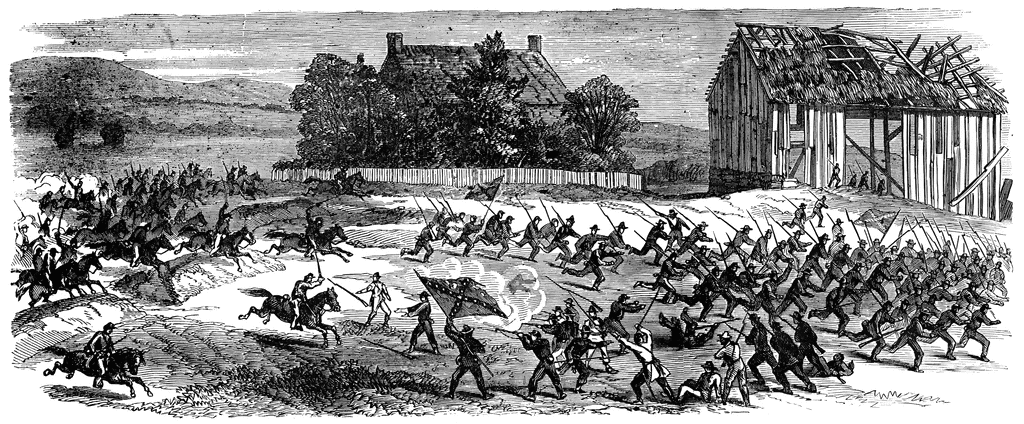
Атака 6-го Мичиганского при Фоллин-Уотерс

К 13 июля уровень реки Потомак у Уильямспорта упал до 4 футов. Это было главным условием для отступления, потому что несмотря на то, что понтонный мост в Фоллинг-Уотерс был уже построен, армии требовалась ещё одна точка переправы. Только по двум переправам можно было перевести за Потомак три пехотных корпуса за одну ночь. Ли приказал начат эвакуацию ночью 13 июля. На закате корпус Юэлла отступил от Хагерстауна к Уильямспорту и начал переправу по броду. Кавалерия Стюарта получила приказ отступить последней и прикрывала отход. На вирджинской стороне брода развели костёр, маркирующий направление. Самые высокие солдаты встали поперёк реки, чтобы никого не унесло водой. В Фоллин-Уотерс первой перешла по мосту артиллерия Юэлла, за ней пошёл корпус Лонгстрита. Первые дивизии Хилла начали переход уже на рассвете, в утреннем тумане.
В полутора милях от моста инженеры соорудили оборонительную линию, которую занял арьергард армии — дивизия Генри Хета. Так как сам Хилл был ещё не здоров после ранения, то командование бригадами было поручено Джонстону Петтигрю. Хет был уверен, что Стюарт охраняет подходы к позиции и не выставил охранения, но кавалерии Стюарта не оказалось на месте, и утром к позиции Хета вышла кавалерийская дивизия Килпатрика. Килпатрик приказал Кастеру атаковать, и когда Кастер приказал двум ротам 6-го Мичиганского полка (майора Вебера) спешиться, Килпатрик отменил этот приказ и велел атаковать верхом. Атака едва не увенчалась успехом: Хет принял кавалеристов за своих и приказал не стрелять. Кавалеристы перескочили бруствер и врубились в пехоту Хета, но быстро были вынуждены повернуть, потеряв треть своего состава. Генерал Петтигрю находился на передовой линии и получил ранение в живот. Полевой врач сказал, что он может спастись, если его оставят федералам. Петтигрю сказал, что предпочитает смерть плену, и его отправили в тыл. Он умер в обозе через три дня.

## Последствия
Существуют различные версии датировки завершения кампании. 14 июля в 15:00 Говернор Уоррен отправил в Военный Департамент донесение: «Мерилендская кампания завершилась». Многие историки именно 14 июня считают днём завершения кампании. Этой хронологии придерживаются Стивер Сирс и Эдвард Коддингтон. Но генерал Мид в своём официальном рапорте назвал концом кампании «конец июля», когда армия Ли отступила за Рапидан. Так же пишет и Дуглас Фриман: «Ли приказал отвести всю свою армию на южный берег Рапидана. Это было выполнено 4 августа, и можно сказать, что в этот день Геттисбергская кампания завершилась». Этой же даты придерживается историк Шелби Фут. Генерал Эдвард Джонсон в своём рапорте излагает ход кампании до 1 августа.

### Маневры в Вирджинии

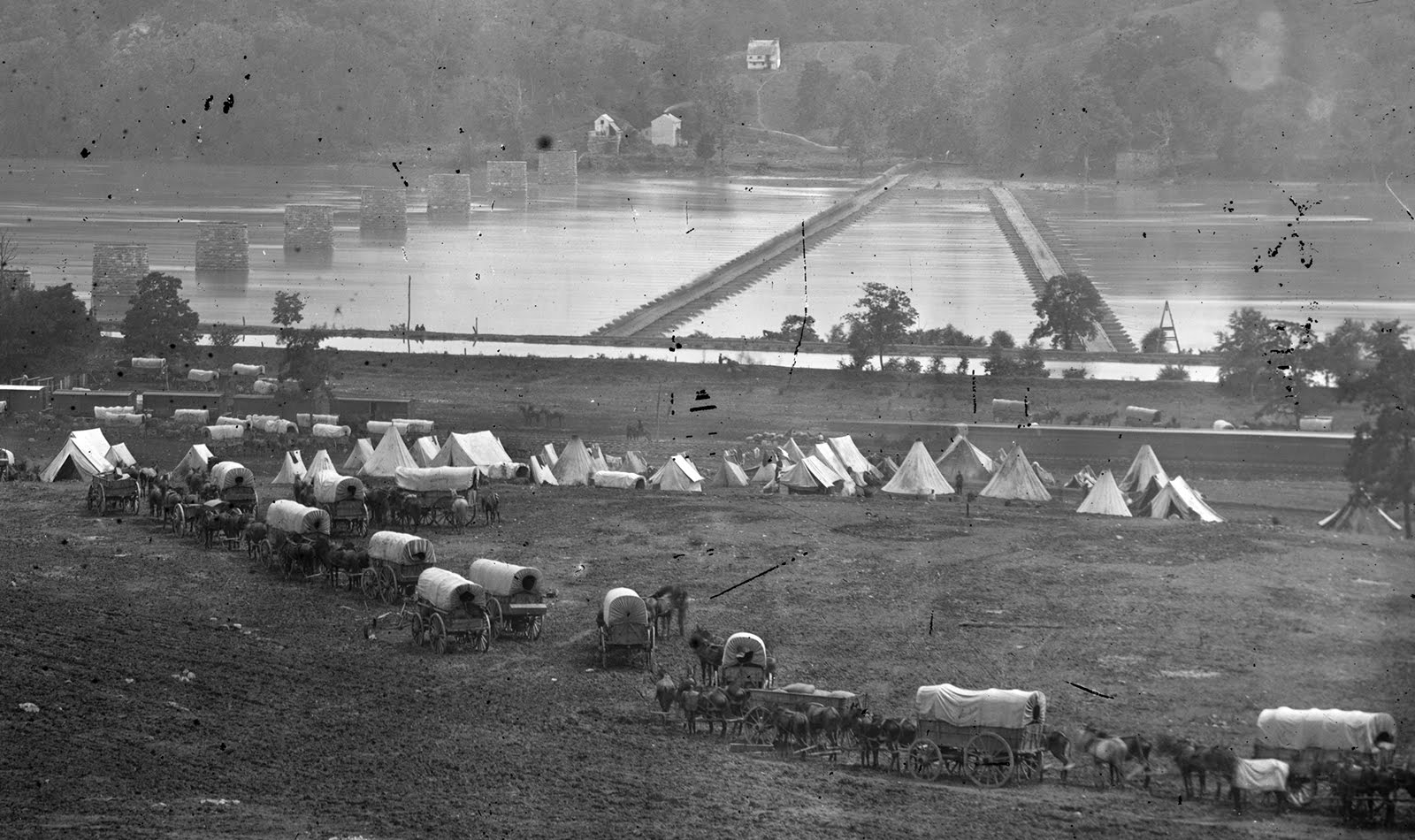
Армия Мида в Берлине, Мериленд

15 июня Ли отвёл армию к Банкер-Хилл. Он собирался уйти в Лоудонскую долину, но разлив реки Шенандоа помешал этому. Он так же предполагал, что Мид перейдёт Потомак у Харперс-Ферри, и собирался в этом случае отступить влубь долины Шенандоа. Он написал президенту, что постарается заманить противника подальше в долину и разбить его так далеко от его баз, как только возможно.
Находясь в долине, Ли постарался привезти армию в порядок, и в первую очередь накормить людей. Многих кавалеристов пришлось спешить из-за того, что лошадям не хватало подков. Между тем Мид вышел к местечку Берлин, там переправился через Потомак, и его кавалерия вошла в Лоудонскую долину. Ли решил, что Мид хочет запереть его в долине, чтобы основной армией атаковать Ричмонд, поэтому он направил корпус Лонгстрита к перевалам Манассас-Гэп и Честер-Гэп. Когда же уровень воды в Шенандоа понизился, южане навели понтонный мост, перешли реку и хребет Блу-Ридж, и 24 июля авангард армии (корпус Лонгстрита) пришёл в Калпепер. Корпус Хилла следовал за ним. Потомакская армия вошла в Уоррентон, и оттуда 31 июля небольшой отряд совершил вылазку за Раппаханок. Ли решил, что это начало масштабного наступления с целью загнать его в тупик между реками Рапидан и Раппаханок, поэтому начал отвод армии за Рапидан. 4 августа этот манёвр был завершён. Армии оказались на тех самых позициях, с которых Ли ровно год назад начал Северовирджинскую кампанию.

### Потери
В ходе кампании Ли потерял почти треть своей армии. Под Геттисбергом было потеряно 22 625 человека, из них 4536 убитыми. Потери при отступлении составили 4500 человек, итого в целом было потеряно 27 125 человек. Это превышало даже потери в Семидневной битве (20 200 человек). Из-за трудностей отступления не удалось вывезти всех раненых, и в результате 6 802 человека попали в руки федералов.
Так же было потеряно 5 орудий, около 50 повозок и 30 знамён.
Серьёзный урон понёс и офицерский состав. В корпусе Лонгстрита были убиты Барксдейл, Семс, Гарнетт и Армистед, ранены Худ, Робертсон и Андерсон, ранен и захвачен в плен Кемпер. Из 14-ти дивизионных и бригадных командиров Лонгстрита остались невредимы только шестеро. В корпусе Юэлла был убит Эвери и ранен Джонс. В корпусе Хилла погибли Пендер, Петтигрю и Маршалл, ранены Хет, Фрай, Скейлс и Лоуренс, попали в плен Тримбл и Арчер. Среди командиров кавалерии были ранены Хэмптон и Дженкинс. Всего из 46 дивизионных и бригадных генералов было потеряно 19. Велики были потери и на уровне полковых командиров: в 171 пехотном полку выбыло из строя 78 командиров (46 %).
Стивен Сирс писал, что сражения как будто унесли жизни самых лучших, и пощадили худших: Уильям Смит, Альфред Иверсон, Эдвард О’Нил и Джозеф Дэвис не получили ни царапины. Но и их требовалось заменять — отстранены от командования будут все, кроме Дэвиса.
Потомакская армия в ходе кампании потеряла примерно 30 100 человек, из них 22 813 при Геттисберге, и 7 300 при Винчестере и в ходе преследования. I и III корпуса пострадали настолько тяжело, что нуждались в переформировании. В Первом корпусе погиб генерал Рейнольдс, и пять из семи его бригадных командиров выбыли из строя. В Третьем корпусе выбыли 17 из 37 полковых командиров. Второй корпус потерял 6 из 10 бригадных командров.

### Причины неудачи
Дискуссии о причинах неудачи кампании начались практически сразу же после возвращения Северовирджинской армии в Вирджинию. Лонгстрит в письме сенатору Уигфоллу утверждал, что «наша неудача в Пенсильвании… следствие нашей уверенности, что противник не сможет быстро сконцентрироваться». Именно поэтому Ли атаковал Мида в тот момент, когда его армия была ещё не готова к бою, а армия Мида готова полностью. Это утверждение Лонгстрита говорит о том, что причина заключалась в основном в недочётах разведки и лично генерала Стюарта. Также и Ли в рапорте написал, что манёвры армией перед столкновением у Геттисберга были осложнены отсутствием кавалерии. Это, в свою очередь, позволяет ряду историков утверждать, что именно Ли совершил ошибку, разрешив Стюарту отправиться в его рейд. Стюарт оставил при армии две бригады, но Ли по какой-то причине ими не воспользовался. «Ли виноват в том, что плохо использовал кавалерию в ходе кампании, — писал Стивен Сирс, — но вина Стюарта тяжелее. Он не предоставил Ли развединформации и тем самым лишил его краеугольного камня, на котором базировалась вся кампания — возможности выбора поля боя».
Дуглас Фриман выделяет пять причин неудачи кампании. Первой он называет рейд Стюарта: Стюарт увёл в рейд три кавалерийские бригады, а Ли переоценил возможности кавалерийских бригад Дженкинса и Имбодена и не смог распорядиться бригадами Робертса и Джонса. Этот просчёт в ходе кампании повлёк за собой все остальные ошибки. Вторую ошибку Фриман видит в том, что Ли не смог заставить Юэлла взять штурмом Кладбищенский холм вечером 1 июля. Он привык доверять самостоятельному суждению своих генералом, а Юэлл привык к чётким приказам Джексона и не смог вовремя перестроиться. Третья ошибка состояла в том, что линии Северовирджинской армии были слишком растянуты — на 8 километров. Ли должен был оставить попытки штурма высоты Калпс-Хилл и сконцентрироваться на штурме Кладбищенского холма и высоты Раунд-Топ. Четвёртой причиной стало состояние ума командного состава: Лонгстрит оказался слишком медлителен для выполнения сложного наступательного манёвра. И сам Ли оказался недостаточно требователен: 2 июля он отдал приказ об атаке в 11:00, но позволил Лонгстриту тянуть время до 16:00. В каком-то смысле можно сказать, что в тот день армия оказалась без командира. И, наконец пятой и самой фундаментальной причиной, стала неспособность реорганизованной армии к скоординированной атаке. Генерал Андерсон не смог скоординировать наступление своих бригад днем 2 июля; Лонгстрит не смог послать Пикетта в наступление утром 3 июля одновременно с атакой Юэлла; после отказа Лонгстрита наступать всем корпусом Ли изменил участок наступления и поручил атаку частям двух корпусов, которые взаимодействовали относительно неплохо, но когда дивизии Пикетта и Петтигрю вышли к линии противника, им на помощь не было выслано никаких усилений. Точно так же недостаточно грамотно был организован и огонь артиллерии.
Историк Джозеф Глэттхэр выделяет несколько причин, и на первое место ставит тот факт, что южане сражались на чужой, непривычной им территории с враждебно настроенным населением. Дисциплина в армии неуклонно падала, и один рядовой писал домой, что армия всё больше напоминает просто вооружённую толпу и ни к чему хорошему это не приведёт. Следующей причиной Глаттхэр считает неудовлетворительную работу офицеров, а третьей причиной называет стратегические просчёты и, в том числе, действия кавалерии. Кроме того, Глаттхэр обращает внимание на неудовлетворительное состояние боеприпасов; это выяснилось только через неделю после Геттисберга, во время тестовых испытаний в лабораториях. Испытания показали, что снаряды, произведённые в арсеналах Ричмонда, разрываются в нужное время, однако, в ходе кампании армия использовала боеприпасы из арсеналов Чарлстона, Атланты и Огасты, запалы которых горели медленнее и, как результат, снаряд разрывался не там, где полагалось. Это повлияло, как минимум, на эффективность бомбардировки 3 июля.

### Критика Мида
Президент Линкольн получил телеграмму от Мида в полдень 14 июля и был сильно разочарован известием о том, что Ли сумел уйти за Потомак. «Это всё очень напоминает мне Макклеллана», сказал он относительно Мида. Позже в тот же день Линкольн поведал Гидеону Уэльсу о своём недовольстве стратегией Мида («Он совершил большую ошибку, но поглядим, что будет дальше»). На телеграму Мида ответил Генри Халлек. Он сказал, что Ли скрылся, и Мид не смог дать ему ещё один бой, и президент очень недоволен этим, поэтому Миду стоит начать немедленное преследование, чтобы не было впечатления, что он, Мид, слишком медлителен.
Мид, который не получил никакого поздравления или поощрения за свои действия, был сильно раздражён этой телеграммой. Прочитав её, он спросил Руфуса Ингаллса: «Ингаллс, не желаете ли вы принять командование этой армией?». Ингаллс ответил: «Нет, спасибо, этот слон слишком велик для меня». Мид сказал: «Что ж, и для меня тоже». Он сразу же написал ответ. Порицание (censure) президента, сказал он, выглядит настолько незаслуженным (undeserved), что он просит незамедлительно освободить его от командования этой армией. Халлек ответил, что это было не порицание, а скорее стимул, так что оснований для отставки нет. Отставка Мида в итоге так и не была принята. «Это именно то, чего я ожидал, — написал Мид жене, — что бы я не делал, я всегда буду виноват».
Вечером того дня Линкольн начал писать Миду письмо с подробным изложением своего отношения. Он писал, что Ли был в руках у Мида и надо было его добить и тем окончить войну. Этого сделано не было, и теперь война продлится ещё не известно до каких пор. Золотая возможность была упущена, и именно это печалит его, президента, сильнее всего. Это письмо он так и не отправил.
Позже на Мида посыпались обвинения со стороны республиканцев Конгресса и его собственных генералов. С осуждением его тактики и стратегии выступили Дэниель Сиклс, Дэн Баттерфилд, Эбнер Даблдэй и Дэвид Бирни. Мида упрекали в том, что он плохо командовал под Геттисбергом и позволил армии Ли уйти за Потомак. Все эти люди давали показания против Мида перед Конгрессиональным комитетом весной 1864 года. 5 марта 1864 года Мид сам давал показания Комитету по этому вопросу. В защиту Мида выступили Хэнкок, Гиббон, Уоррен и Хант, но лишь после смерти Мида историкам удалось восстановить его репутацию.